# Volksbund Deutsche Kriegsgräberfürsorge
Der Volksbund Deutsche Kriegsgräberfürsorge e. V., kurz auch Volksbund genannt, wurde am 16. Dezember 1919 gegründet und ist ein eingetragener gemeinnütziger Verein mit humanitärem Auftrag. Er erhält und betreut Gräber der Opfer von Krieg und Gewaltherrschaft (Kriegsgräberstätten) im Ausland, hilft Angehörigen bei der Gräbersuche und entwickelt die Kriegsgräberstätten weiter zu Lernorten der Geschichte.
Die Gräber der Opfer von Krieg und Gewaltherrschaft im Inland werden nach den Bestimmungen des Gräbergesetzes finanziert und erhalten.

## Kriegsgräberstätten für alle Opfergruppen
Die Kriegsgräberstätten umfassen seit den 1960er-Jahren Ruhe- und Gedenkstätten für alle Opfergruppen: Soldaten, Bombenopfer, Opfer der Schoah und weitere Verfolgte. Der Volksbund pflegt die Gräber von über 2,7 Millionen Kriegstoten des Ersten und Zweiten Weltkriegs auf 832 Friedhöfen in 46 Ländern. Zu den Kriegsgräbern gehören auch die Seekriegsgräber mit folgenden auf See gebliebenen Seekriegstoten: Marineangehörige, auf See gebliebene Flugzeugbesatzungen, KZ-Häftlinge, Kriegsgefangene, zivile Flüchtlinge und Besatzungen von Handels- und Passagierschiffen. Ferner werden Friedhöfe und Denkmäler der deutschen Kolonialzeit, des Deutsch-Französischen Krieges von 1870/71 sowie der deutsch-dänischen Kriege, also der Schleswig-Holsteinischen Erhebung von 1848–51 und des Deutsch-Dänischen Kriegs von 1864, gepflegt.

## Geschichte

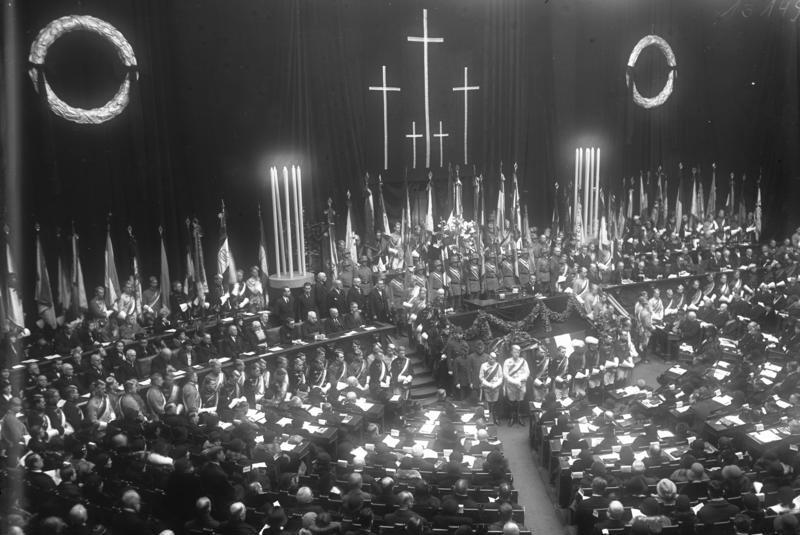
Anfänge: Gedenkfeier im Reichstag 1932

### Wirtschaftliche Rahmenbedingungen
Die damalige Reichsregierung war weder politisch noch wirtschaftlich in der Lage, sich um die Gräber der Gefallenen im Ausland zu kümmern. Heimkehrende Soldaten, Hinterbliebene der Opfer und andere Bürger suchten nach Wegen, um diesen von vielen als unerträglich empfundenen Zustand zu ändern.

### Rahmenbedingungen durch den Versailler Vertrag
Um die Kriegsgräber des Ersten Weltkriegs und teilweise danach kümmerte sich das Zentrale Nachweisamt für Kriegsverluste und Kriegsgräber. Am 16. Dezember 1919 wurde der Volksbund Deutsche Kriegsgräberfürsorge e. V. gegründet unter Berufung auf Artikel 225 des Vertrages von Versailles vom 28. Juni 1919. Der Versailler Vertrag bestimmte, dass sich jeder Staat, unabhängig von der Nationalität der Toten, um alle Kriegsgräber auf seinem Gebiet kümmern sollte. Dem deutschen Staat war daher die Pflege deutscher Kriegsgräber in anderen Staaten verwehrt. So übernahm der Volksbund als privater Verein mit Billigung der Regierung die Pflege deutscher Kriegsgräber im Ausland.

### Entstehen und Entwicklung in der frühen Weimarer Republik
In Sorge um die Kriegsgräber im Ausland hatten sich in Deutschland bereits einige Organisationen gebildet, die sich um Grabpflege und Erteilung von Auskünften an Angehörige bemühten. So gab es in Bayern seit dem 14. September den „Deutschen Kriegsgräber-Schutzbund“, in Braunschweig den Verein zur Erforschung und Erhaltung Deutscher Kriegsgräber e. V., in Salzwedel die „Deutsche Kriegsgräber-Interessenten-Vereinigung“ und in Hagen (Westfalen) den „Bund Heimatdank“.
Nach dem Ende des Ersten Weltkriegs beschlossen am 10. September 1919 acht Männer in Berlin die Gründung einer deutschen Kriegsgräberorganisation. Unter ihnen waren der Architekt Heinrich Straumer, der bereits gegen Ende des Krieges in der Gräberbetreuung tätig gewesen war, und Siegfried Emmo Eulen, der während des Krieges in Polen und in der Türkei die Errichtung und Betreuung von Kriegsgräberstätten organisiert hatte. Der Verein wurde im Januar 1920 ins Vereinsregister eingetragen. Erster Präsident war Oberst a. D. Joseph Koeth (bis 1923). Am 23. August 1919 hatte Eulen den Entwurf für die Statuten einer „Internationalen Kriegsgräberfürsorge“ verfasst. Als ihr Sitz war Genf vorgesehen, um eine enge Zusammenarbeit mit dem Völkerbund zu ermöglichen. Diese Pläne wurden jedoch nicht verwirklicht.
Der Volksbund wurde unterstützt durch Parteien, Wirtschaft, Militär, Gewerkschaften, Rotes Kreuz, Caritasverband, christliche und jüdische Gemeinden. Konrad Adenauer, Walther Rathenau, Max Liebermann und Fritz Schumacher unterstützten den Volksbund.
1921 gab es 300 Ortsgruppen und 30.000 Mitglieder. Zum 10-jährigen Bestehen 1929 war die Zahl der Mitglieder auf 133.033 gestiegen.

### Zeit des Nationalsozialismus
Gleich zum Beginn der Machtübernahme der NSDAP versuchte der Verein durch Lobbying bei der Reichsregierung einen gesetzlichen Schutz des Volkstrauertages durchzusetzen. Dies stieß auf reges Interesse. So berichtete Eulen nach einem Gespräch mit Adolf Hitler, dass dieser „warmes Interesse für das Werk der Kriegsgräberfürsorge gezeigt“ habe. Des Weiteren warb Eulen für mehr Unterstützung von der Regierung für den Volkstrauertag. So berichtete er weiter:

„Ich habe ferner für unseren Reminiscere-Volkstrauertag geworben und den Herrn
Reichskanzler auf unsere Bitte vorbereitet, die gesetzliche Anerkennung dieses Tages in einem feierlichen Akt am Anfang unserer Tagung zu verkünden.“

1933 verabschiedete der Volksbund eine neue Satzung, die neben den Toten des Weltkrieges auch die sogenannten Blutzeugen des Nationalsozialismus sowie die Toten der Nachkriegskämpfe in die eigene Arbeit integrierte. Somit stellte sich der Volksbund ganz in den Dienst der nationalsozialistischen Heldenehrung. Im Rahmen der Gleichschaltung wurde Emmo Eulen dem Führerprinzip folgend zum Bundesführer. Durch direkte Intervention bei Goebbels erwirkte er 1934 die Umgestaltung des Volkstrauertags in den Heldengedenktag.
Der Volksbund blieb bestehen. Die Denkweise änderte sich vom Einstehen für den Frieden zum Opfergeist. Jüdische Mitglieder wurden hinausgedrängt. Der Volksbund war nur für die Gefallenen des Ersten Weltkriegs zuständig. Für die Kriegstoten des Zweiten Weltkriegs waren die Wehrmachtsauskunftstelle und der Wehrmacht-Gräberdienst unter dem Oberkommando der Wehrmacht zuständig.
Während der Zeit des Nationalsozialismus stieg die Zahl der Mitglieder stark an: Ende 1934 gab es in 1.830 Ortsgruppen 151.110 Mitglieder, im Jahr 1936 4.747 Ortsgruppen mit 295.000 Mitgliedern und im Jahr 1943 993.572 Mitglieder. Der Volksbund profitierte während der 1930er Jahre von zahlreichen Großprojekten und errichtete sog. Totenburgen u. a. auf dem St. Annaberg in Oberschlesien und für die rund 4.000 in den Piaveschlachten gefallenen deutschen Soldaten in Quero, Norditalien.
Die Reichsgeschäftsstelle wurde bei einem Luftangriff auf Berlin am 15. Februar 1944 zerstört, der Volksbund 1945 aufgelöst und die Neugründung in der DDR verboten.

### Bundesrepublik Deutschland
In Oldenburg wurde 1946 eine provisorische Geschäftsstelle errichtet, in der Wilhelm Ahlhorn sich um den Wiederaufbau der Organisation bemühte. Auf Antrag des Bayerischen Staatsministeriums des Innern wurde der Volksbund am 4. September 1947 in der US-amerikanischen Besatzungszone zugelassen, die Geschäftsstelle im Mai 1948 nach Nienburg an der Weser verlegt. Ein Zusatzabkommen zum Genfer Abkommen sicherte nun das dauernde Ruherecht der Kriegstoten. Im Mai 1951 wurde der Sitz von Nienburg nach Kassel verlegt. In den westlichen Besatzungszonen wurde der Verein mit der Erfassung und Pflege der Kriegsgräber im Inland beauftragt. 1952 wurde das „Gesetz über die Sorge für Kriegsgräber“ vom Bundestag verabschiedet. Für Kriegsgräber im Ausland ist seitdem der Volksbund zuständig, für Kriegsgräber im Inland die Bundesländer. Zunächst war nur die Tätigkeit in den westlichen Staaten möglich. Das Gräbergesetz von 1965 sieht in § 1 Abs. 2 Nr. 4 vor, dass nun Gräber von gefallenen Soldaten beider Weltkriege, Opfern nationalsozialistischer Gewaltmaßnahmen und ziviler Bombenopfer betreut werden.
1956 wurden fast 600.000 Mitglieder geführt. 1958 hatte der Umbettungsdienst 117 deutsche und 150 ausländische Mitarbeiter. Ab 1966 betreute der Volksbund auch die Kriegsgräber des Ersten Weltkrieges und des Deutsch-Französischen Krieges von 1870 bis 1871.

### Wiedervereinigung
Nach der Wiedervereinigung Deutschlands wurden 1991 in den neuen Bundesländern fünf neue Landes- mit ihren Kreisverbänden gegründet. West- und Ost-Berlin wurden im Landesverband Berlin zusammengefasst. Die Mitgliederzahl in den Beitrittsländern liegt bei rund 13.000. Mitglieder werden über ihre toten Angehörigen informiert, Kommunen bei der Pflege der Kriegsgräber auf ihrem Gebiet beraten.
Erst mit dem Fall des Eisernen Vorhanges wurde die Arbeit in den osteuropäischen Ländern offiziell möglich.
1995 betreute der Volksbund insgesamt 459 Friedhöfe mit 1,6 Millionen Kriegsgräbern in 34 Ländern. 2019 waren es bereits 46 Länder und 832 Kriegsgräberstätten mit insgesamt 2,8 Millionen Opfern von Krieg und Gewaltherrschaft, die vom Volksbund betreut wurden.
Auch nach dem Russischen Überfall auf die Ukraine 2022 wurde in Russland und der Ukraine die Arbeit fortgesetzt. In Russland barg man im Jahr 2022 Gebeine von über 5000 deutschen Soldaten und in der Ukraine von etwa 1700 deutschen Soldaten. In zwei Fällen konnten die Gefallenen noch identifiziert werden. Auch beim Ausheben von Stellungen und Schützengräben in der Ukraine wurden Überreste von deutschen Soldaten gefunden.
Im September 2023 gab der Volksbund bekannt, bei Kelmė in Litauen den „einmillionsten Kriegstoten“ seit 1992 in Osteuropa geborgen zu haben, die Zählung sei allerdings „symbolisch“.

## Mitglieder, Geschäftsstellen

### Aktuelle Organisation
Der Sitz des Volksbundes befindet sich in Niestetal. Schirmherr ist der jeweils amtierende Bundespräsident. Seit dem 23. September 2016 ist der ehemalige Generalinspekteur der Bundeswehr, General a. D. Wolfgang Schneiderhan, amtierender Präsident. Am 28. April 2017 wurde er beim außerordentlichen Bundesvertretertag in Berlin für vier Jahre zum neuen Präsidenten gewählt und am 22. Oktober 2021 für weitere vier Jahre im Amt bestätigt.
Der Bundesvorstand führt die Geschäfte. Die Mitgliederversammlung im Sinne des Vereinsrechts heißt Bundesvertretertag. Der Generalsekretär, der zugleich stimmberechtigtes Mitglied des Bundesvorstandes ist, setzt die Beschlüsse um und leitet die Geschäftsstelle. Generalsekretär ist Dirk Backen.
Der Volksbund arbeitet im Auftrag der Bundesrepublik Deutschland und auch mit Mitteln des Auswärtigen Amtes.
In jedem Bundesland der Bundesrepublik Deutschland gibt es einen Landesverband, also insgesamt 16 Landesverbände in Deutschland, weitere Untergliederungen sind 22 Bezirks-, 295 Kreis- und 4.903 Ortsverbände. Innerhalb der Landesverbände gibt es Jugendarbeitskreise (JAK) von Jugendlichen und jungen Erwachsenen, die von den hauptamtlichen Jugendreferenten betreut werden. Die 14 Jugendarbeitskreise engagieren sich in der Gräberpflege, Leitung der internationalen Workcamps und in der Öffentlichkeitsarbeit.

2023 verteilten sich die insgesamt 66.332 zahlenden Mitglieder auf 65.755 im Inland und 577 im Ausland. An zahlenden Spendern gab es 2023 insgesamt 157.676. Die Zahl der Kündigungen/Todesfälle von Mitgliedern übertrifft die Zahl der Zugänge durch neue Mitglieder. Durchschnittlich verliert der Verein im Jahr 9.000 Mitglieder; seit Mitte der 2000er-Jahre ist die Mitgliederzahl um rund 50 % zurückgegangen. Der Altersdurchschnitt der Mitglieder liegt bei über 70 Jahren.

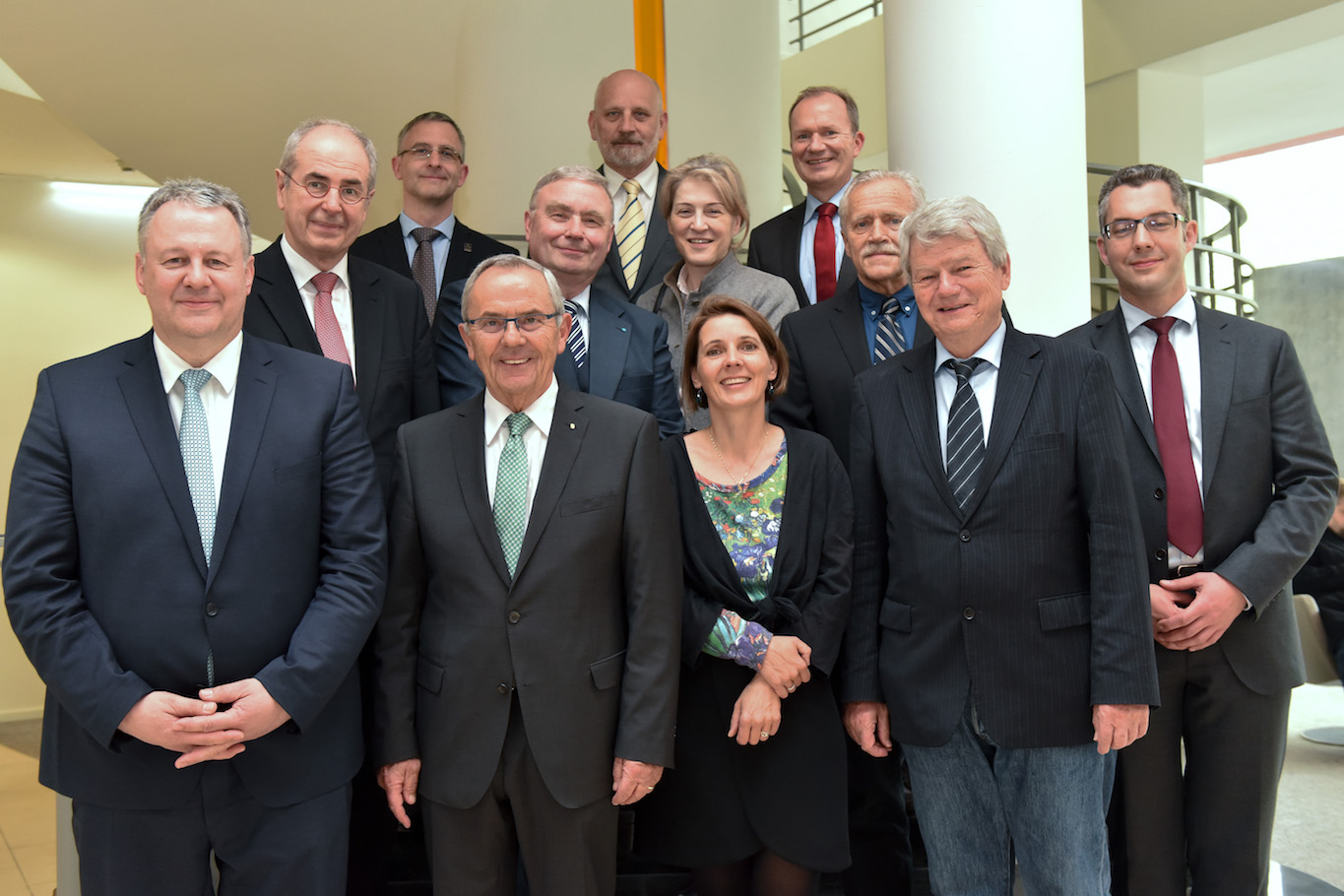
Bundesvorstand des Volksbundes (v. l. n. r.: Richard Reisinger, Thomas Bauer, Tore May, Wolfgang Schneiderhan, Detlef Fritzsch, Hartmut Tölle, Loretana de Libero, Daniela Schily, Michael Breuer, Heinz Fromm, Wolfgang Wieland, Markus Kohl)

### Präsidenten des Volksbundes ab 1919

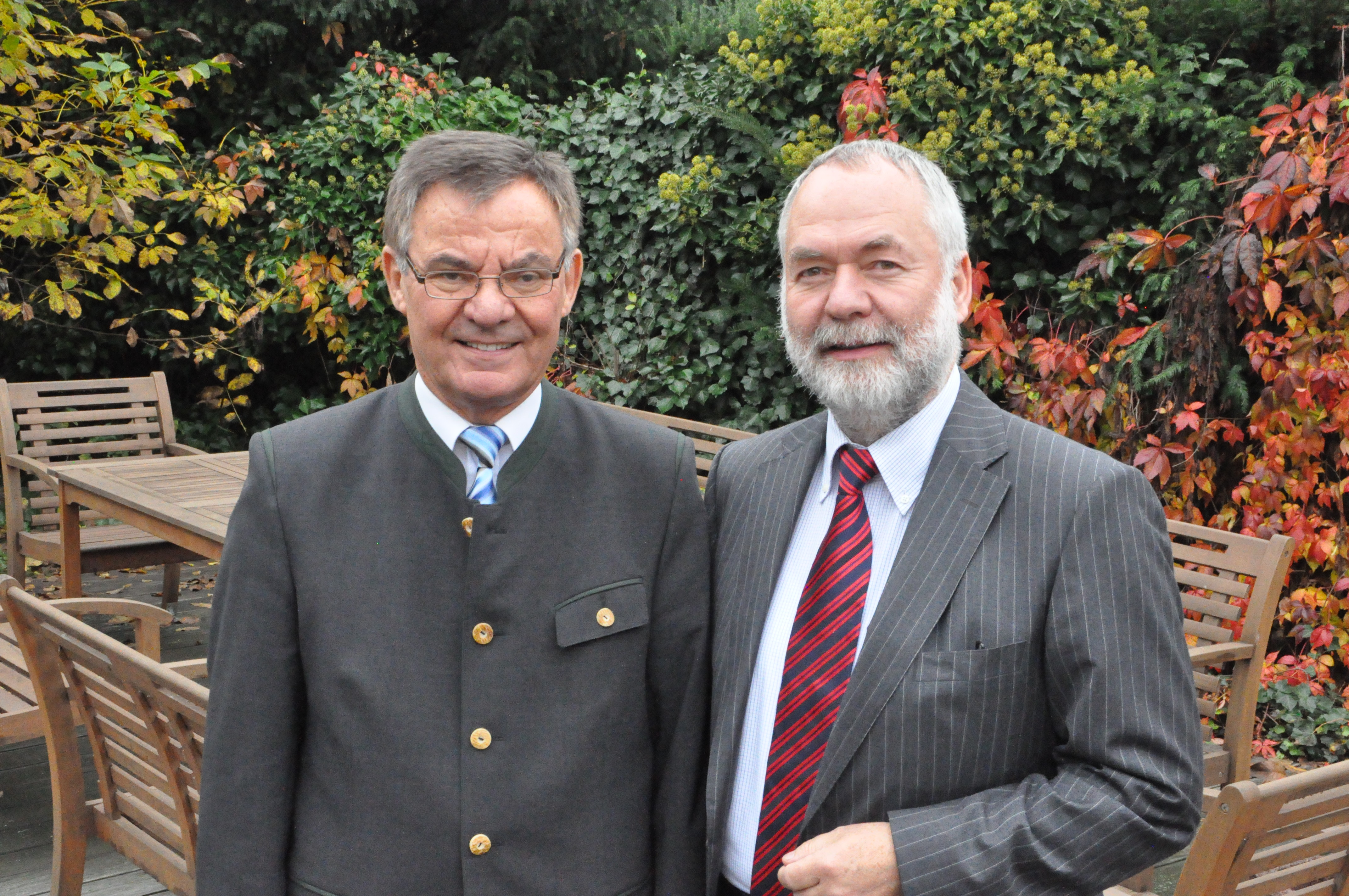
Der frühere Präsident des Volksbundes Markus Meckel mit seinem Vorgänger Reinhard Führer

| Amtszeit  | Name                  |
| --------- | --------------------- |
| 1919–1923 | Joseph Koeth          |
| 1924–1928 | Fritz Siems           |
| 1928–1932 | Otto Geßler           |
| 1933–1945 | Siegfried Emmo Eulen  |
| 1946–1949 | Wilhelm Ahlhorn       |
| 1949–1952 | Eberhard Hagemann     |
| 1952–1959 | Gustav Ahlhorn        |
| 1960–1970 | Walter Trepte         |
| 1970–1977 | Willi Thiele          |
| 1977–1982 | Josef Schneeberger    |
| 1982–1987 | Eduard Haßkamp        |
| 1987–1998 | Hans-Otto Weber       |
| 1998–2002 | Karl-Wilhelm Lange    |
| 2002–2013 | Reinhard Führer       |
| 2013–2016 | Markus Meckel         |
| seit 2016 | Wolfgang Schneiderhan |

## Tätigkeiten
Aus den satzungsgemäßen Verpflichtungen, das Gedenken an die Opfer von Krieg und Gewalt zu wahren, den Frieden unter den Völkern zu erhalten und die Würde des Menschen zu achten, leitet der Volksbund seine Aufgaben ab.

### Kriegstote, Kriegsgräber, Kriegsgefangenenfriedhöfe
- Es bestehen 46 bilaterale Abkommen mit ausländischen Partnerländern. Die Partnerländer werden regelmäßig über den Stand der Bau-, Umbettungs- und Identifizierungsarbeiten auf ihrem Gebiet informiert. Rückfragen an den Volksbund über ausländische Kriegsgräber in Deutschland werden geklärt.[4]
- Neubau, Substanzerhaltung und Pflege der Kriegsgräberstätten im Ausland im Auftrag der Bundesregierung werden durch das Referat Friedhofspflege und Bauunterhaltung durchgeführt. 2019 wurden 832 Kriegsgräberstätten des Ersten und Zweiten Weltkrieges in 46 Ländern und mehr als 800 Grabstätten/Denkmäler des Deutsch-Französischen Krieges 1870/71 gepflegt.[4]
- Der Volksbund arbeitet mit dem Bundesarchiv (vormals Deutsche Dienststelle, davor ehemalige Wehrmachtauskunftstelle für Kriegerverluste und Kriegsgefangene – WASt) in Berlin zusammen und greift bei Nachforschungen auch auf deren Datenbestände zurück. Diese Dienststelle pflegt die Daten und Erkennungsnummern der im Zweiten Weltkrieg eingesetzten Soldaten. Der Volksbund kooperiert außerdem mit anderen Suchdiensten. Der Suchdienst des Deutschen Roten Kreuzes beendet schrittweise seine Tätigkeit bis 2023. Der Volksbund stellt Institutionen die Umbettungsprotokolle zur weiteren Identifizierung (z. B. anhand der Erkennungsmarken) bzw. zur Aktualisierung der Unterlagen zur Verfügung.
- Der Umbettungsdienst birgt Kriegstote aus den Ursprungsgrablagen und bettet sie um auf Sammelfriedhöfe in Osteuropa, Deutschland und Westeuropa. Die Umbettung umfasst nach der Recherche die Sondierung, Exhumierung und mögliche Identifizierung und Überführung von Kriegstoten. Seit 1991 hat der Volksbund 796.053 Kriegstote auf 82 Kriegsgräberstätten umgebettet.[31] 2019 wurden 19.735 Umbettungen, vorwiegend auf dem Gebiet von Russland, Polen, Belarus und Ukraine, durchgeführt.[4] Kriegstote werden durch Unterlagen der WASt, Zeitzeugen, historische Fotos von Grabfeldern durch ehemalige Kriegsteilnehmer, Unterstützung vor Ort, Unterschiede in der Vegetation vom angrenzenden Bereich, aber auch zufällig bei Bau- und Straßenarbeiten entdeckt. Fundstücke, die der Identifikation dienen, sind persönliche Habseligkeiten (Siegelring, Füllfederhalter, Pfeife), Reste von Uniformen, Zahnstatus, Erkennungsmarken, deutscher Stahlhelm.[32] Die Namen der Vermissten werden, z. B. in Rossoschka, auf großen Granitwürfeln für die Angehörigen und die Nachwelt festgehalten. Die Bergung und Umbettung von Kriegstoten kann an der Bebauung früherer Gräberfelder, an späterer Weiternutzung von Kriegsgräberstätten als Zivilfriedhöfe oder an fehlender Genehmigung zur Ausbettung scheitern.[33]
- Für die spätere Identifizierung unbekannter Kriegstoter dokumentiert der Umbettungsdienst den Fundort, die Erkennungsmarke (sofern noch vorhanden), Kleiderreste und Fundgegenstände, Körpergröße, Skelettmerkmale und Gebisszustand in einer Umbettungskladde.[34]
- 180 der geschätzt 6.200 Kriegsgefangenenfriedhöfe wurden wieder hergerichtet (Stand 2011). Alle Kriegsgefangenenfriedhöfe sind nicht mehr zu erhalten, aber es wird in ausgewählten Anlagen der in Kriegsgefangenschaft Verstorbenen gedacht.[35]

### Gepflegte Kriegsgräberstätten
Der Volksbund pflegt bzw. koordiniert alle deutschen Kriegsgräberstätten im Ausland. Er trägt eine gesetzliche Verpflichtung des Erhalters. Dies tut er teils in Kooperation mit ähnlichen Organisationen wie dem Österreichischen Schwarzen Kreuz oder der Commonwealth War Graves Commission.
Exkurs: Die Liste von Kriegsgräberstätten führt die Auswirkungen aller Kriege für alle beteiligten Nationen und für jede Kriegsgeneration vor Augen.

#### Friedhofsuche online
Der Volksbund hat eine Übersicht der deutschen Kriegsgräberstätten erstellt. Für jeden aufgeführten Friedhof ist die geographische Lage, eine Anfahrtsbeschreibung, die Zahl der Toten, die militärischen Ereignisse im Gebiet und die architektonische Gestaltung erfasst.

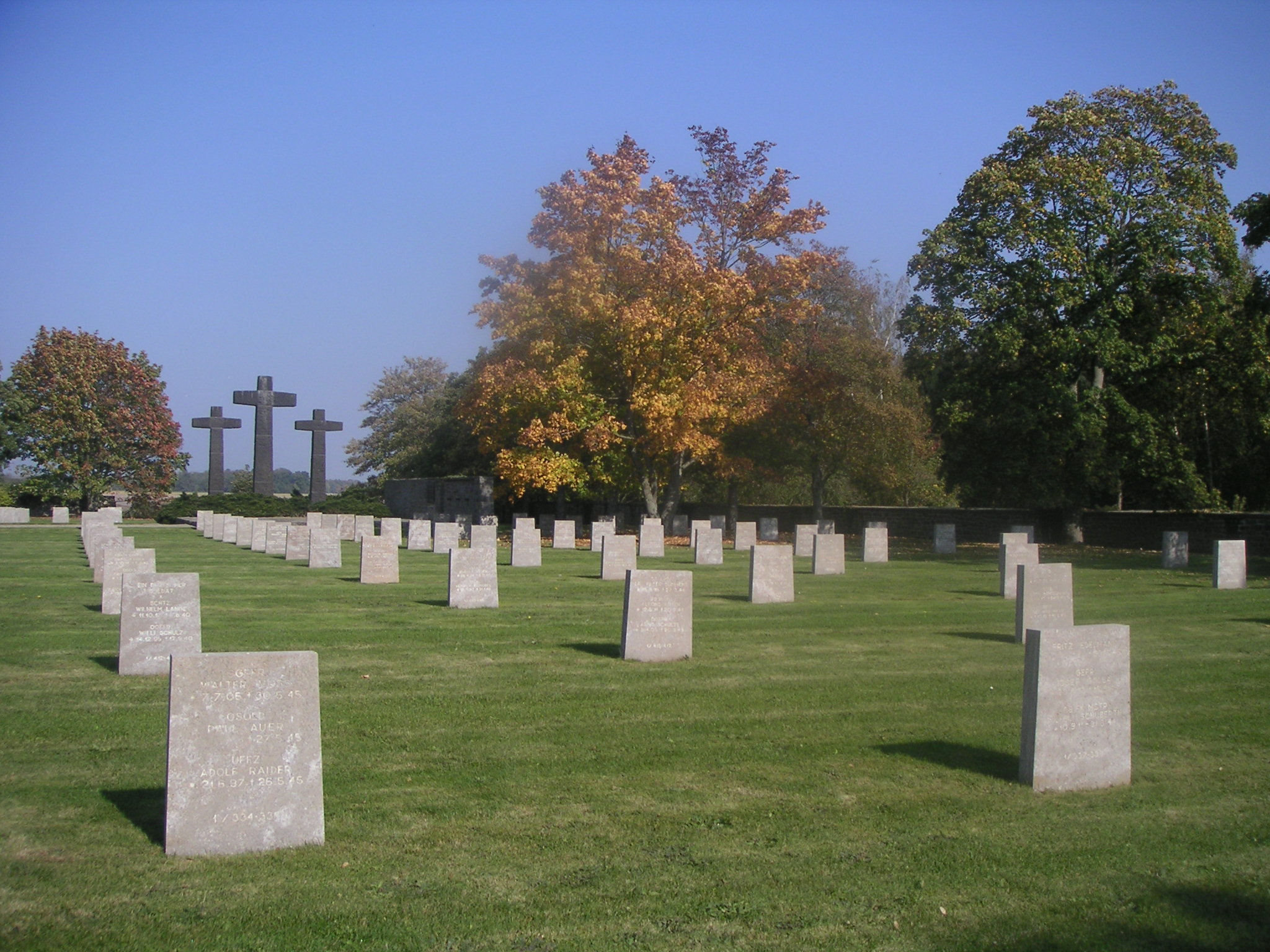
Deutsche Kriegsgräberstätte in Solers, Frankreich

#### Bilder vom Volksbund gepflegter Kriegsgräberstätten (Beispiele)

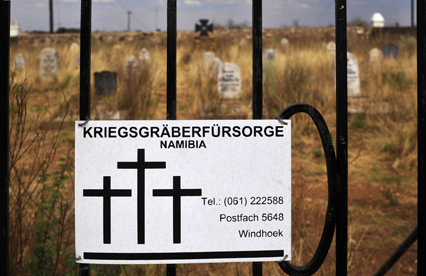
Friedhof deutscher Gefallener beim Hererokrieg 1904 in Seeis, Namibia
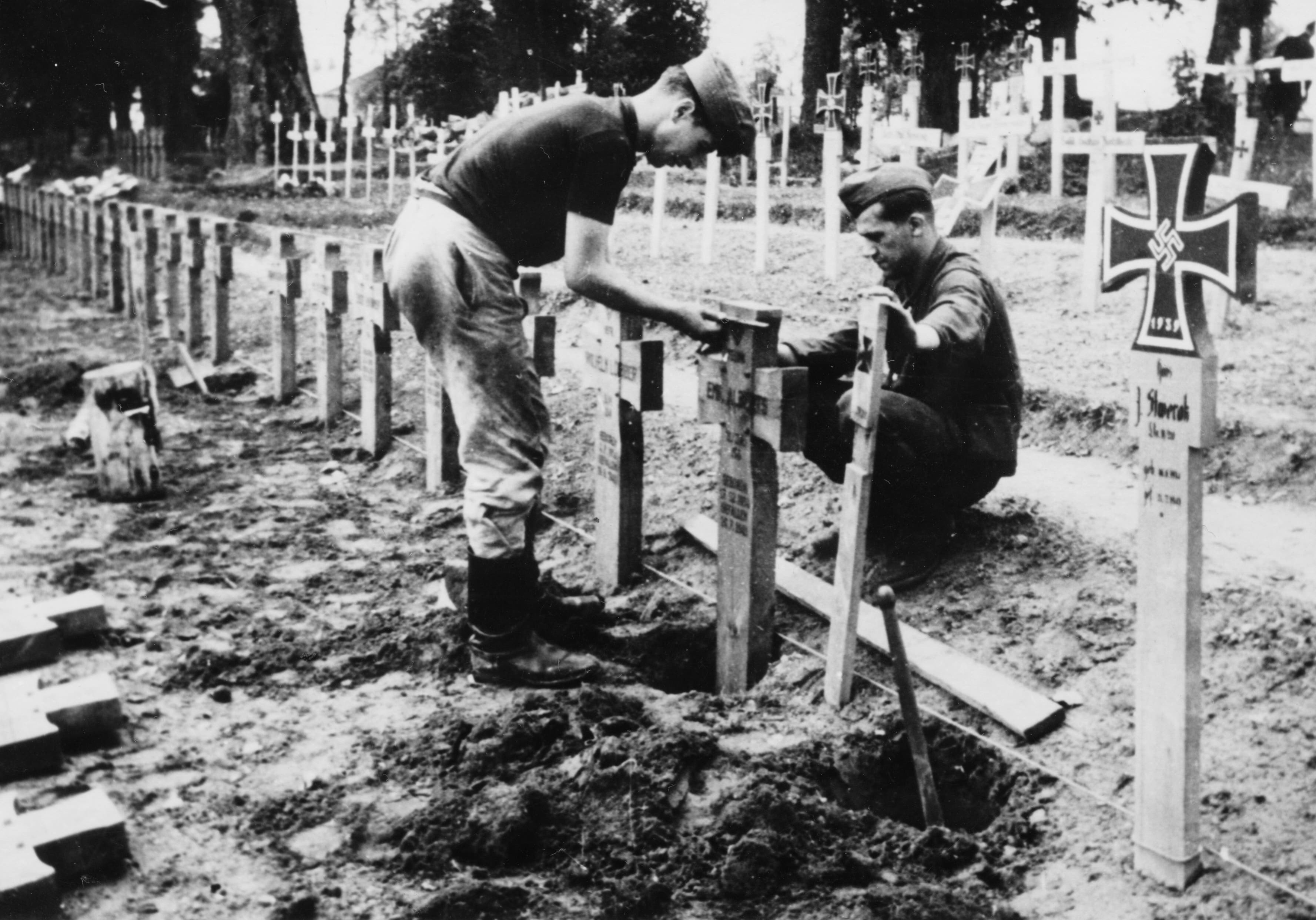
Deutsche Soldaten beim Anlegen eines „Heldenfriedhofs“ im Zweiten Weltkrieg
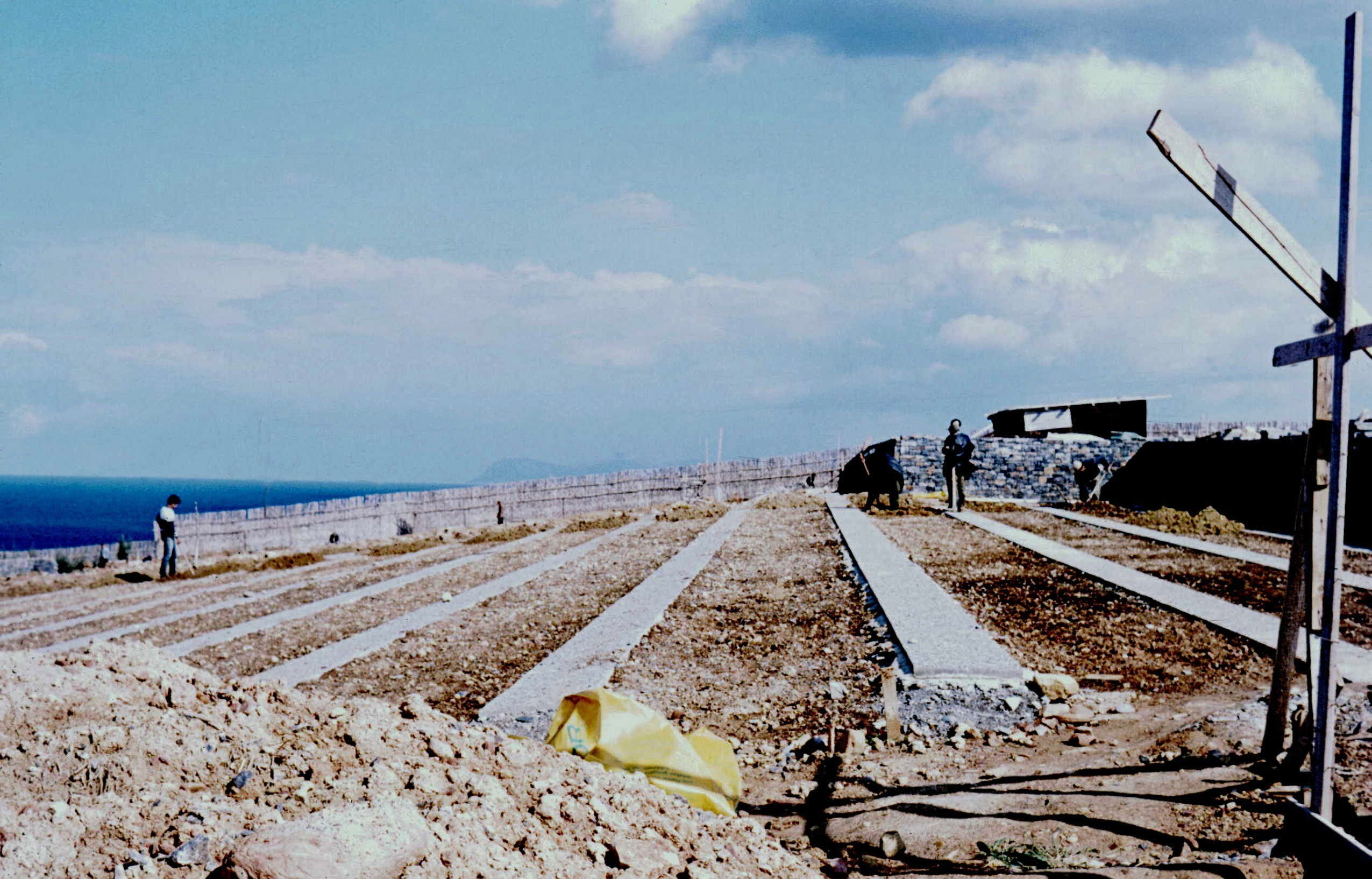
Bau des Deutschen Soldatenfriedhofs Maleme auf Kreta (1973)
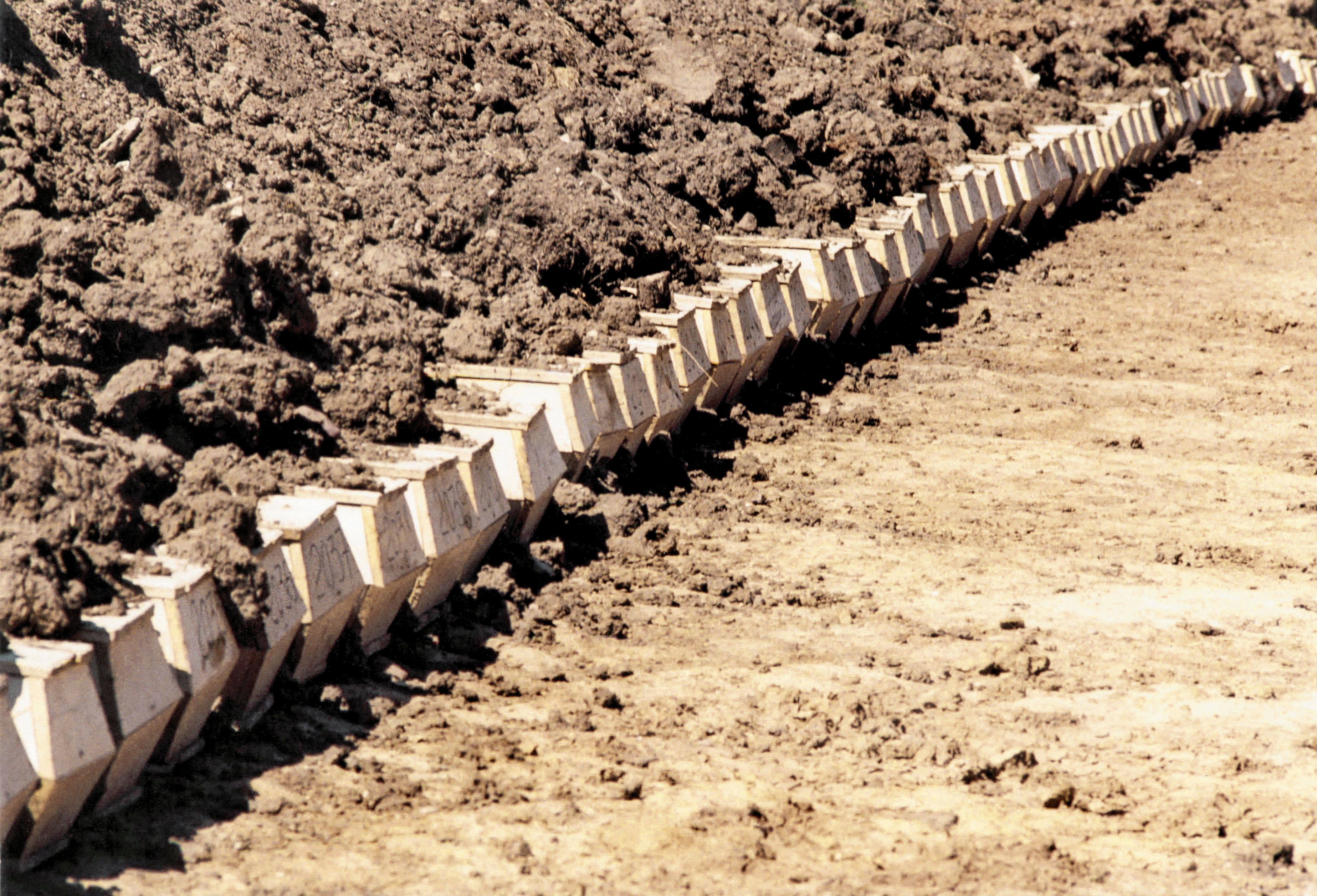
Noch nicht geschlossenes Massengrab auf dem Soldatenfriedhof Insterburg
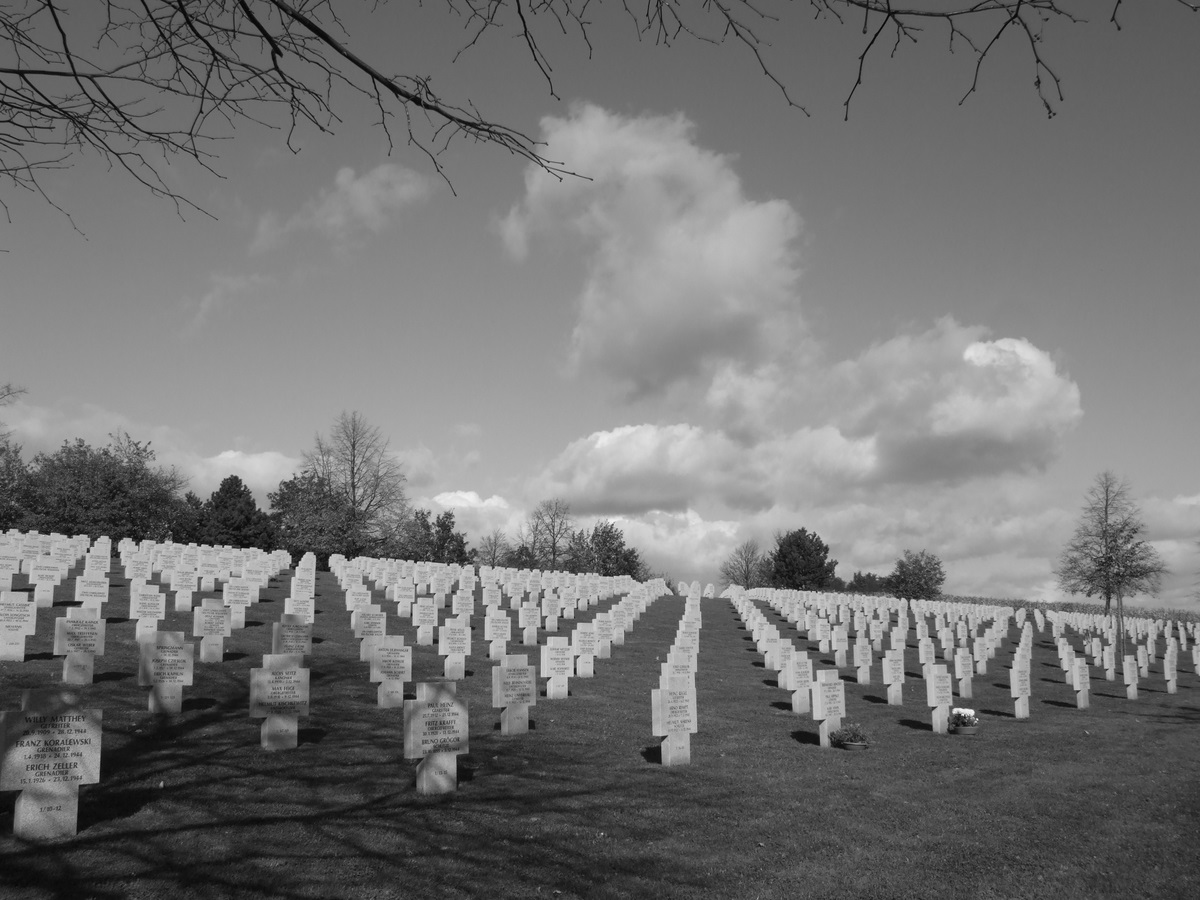
Soldatenfriedhof in Bergheim (Haut-Rhin)
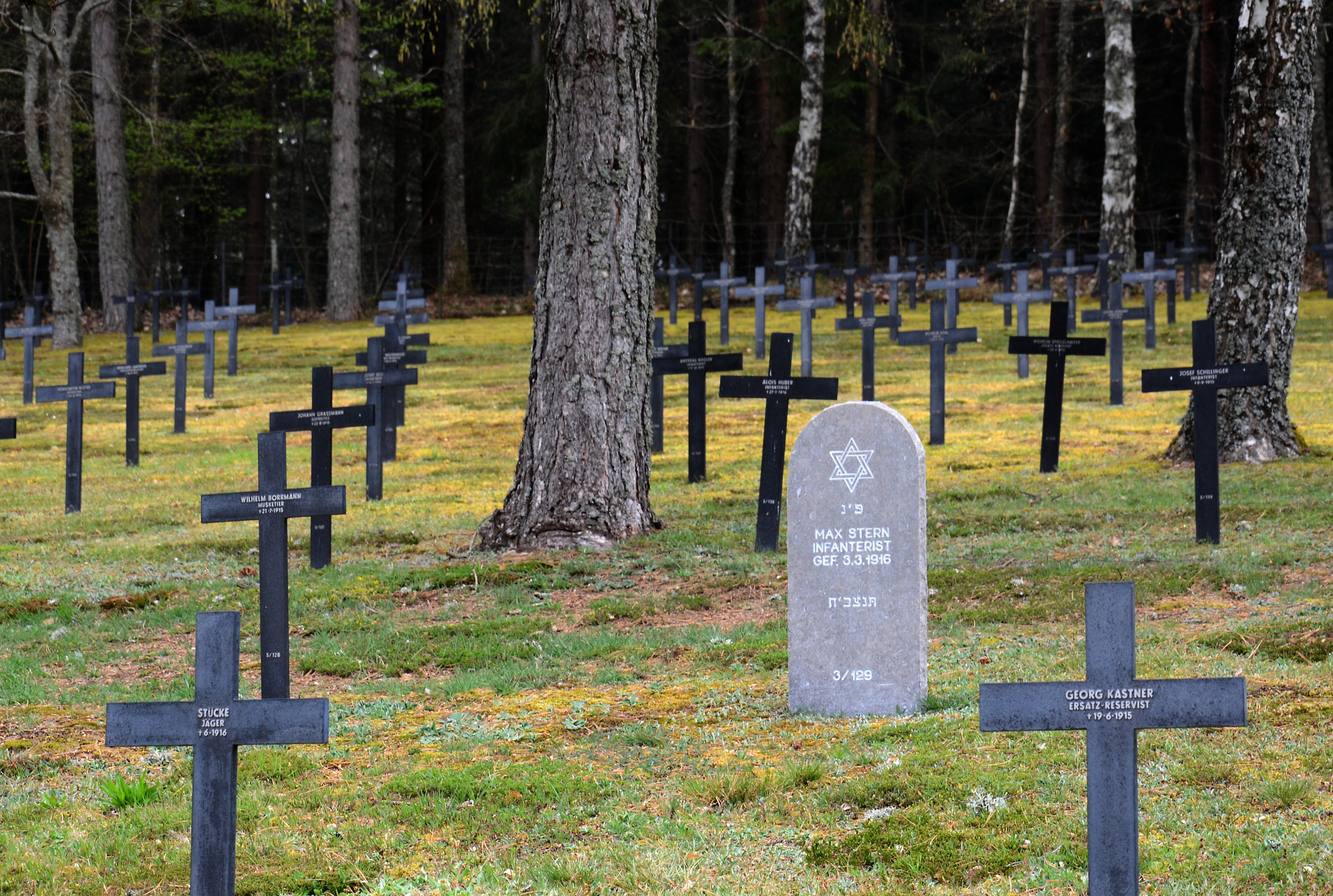
Soldatenfriedhof in Breitenbach-Haut-Rhin
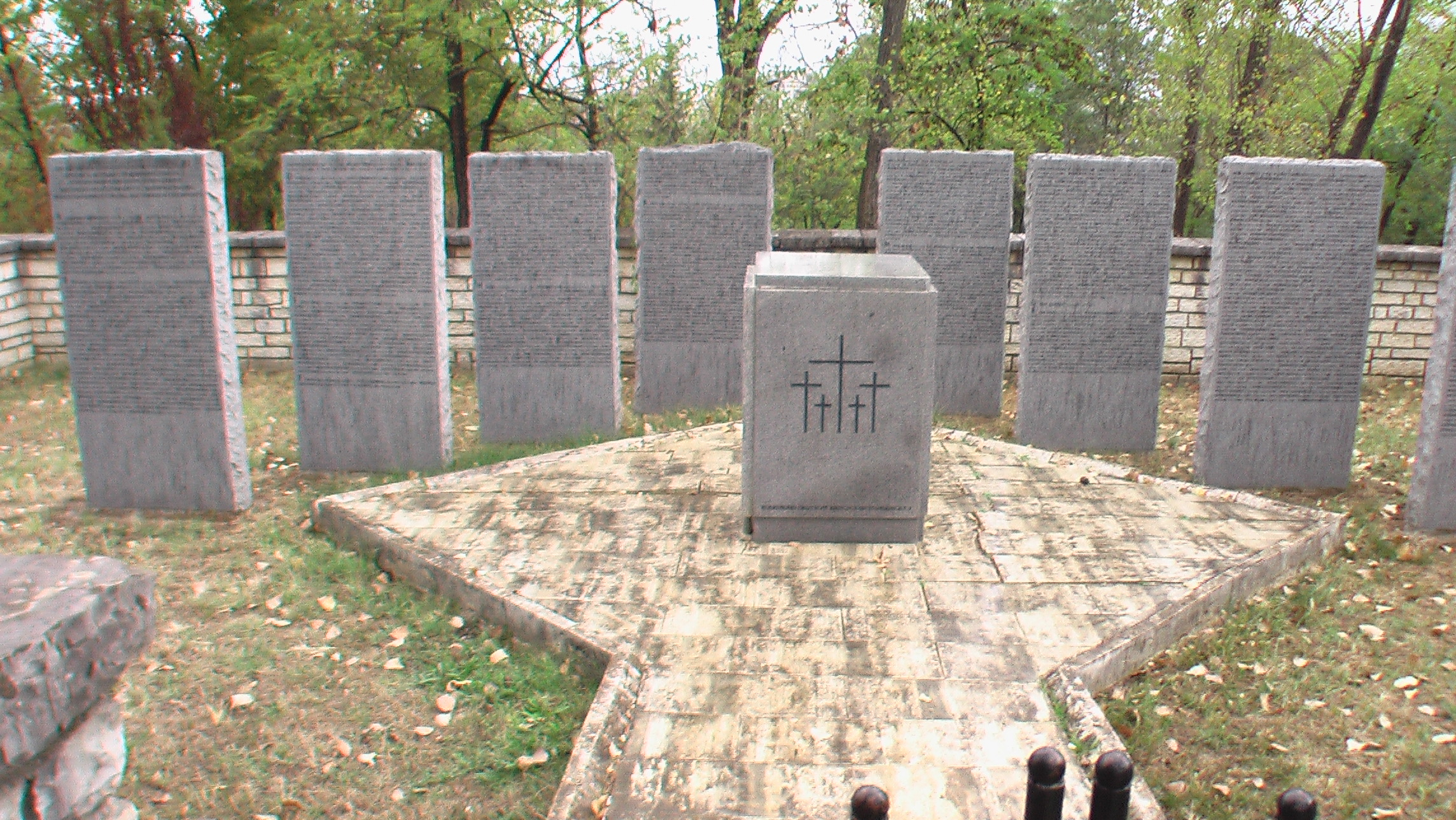
Deutscher Soldatenfriedhof in Tirana (Albanien)
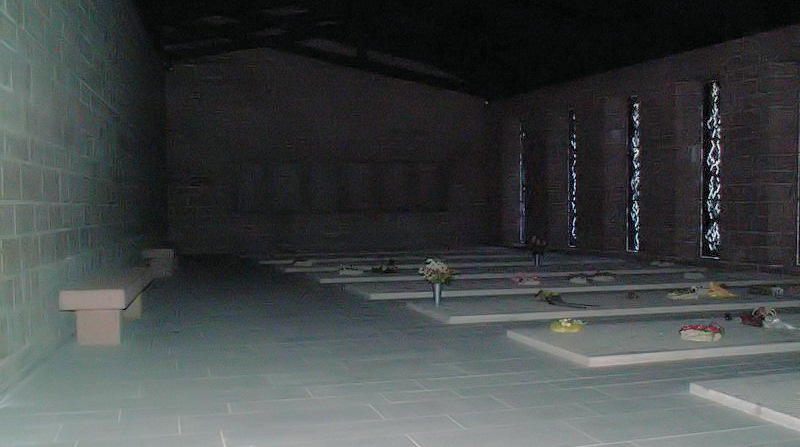
Der vom Volksbund betreute deutsche Soldatenfriedhof in Rovaniemi/Norvajärvi, Finnland
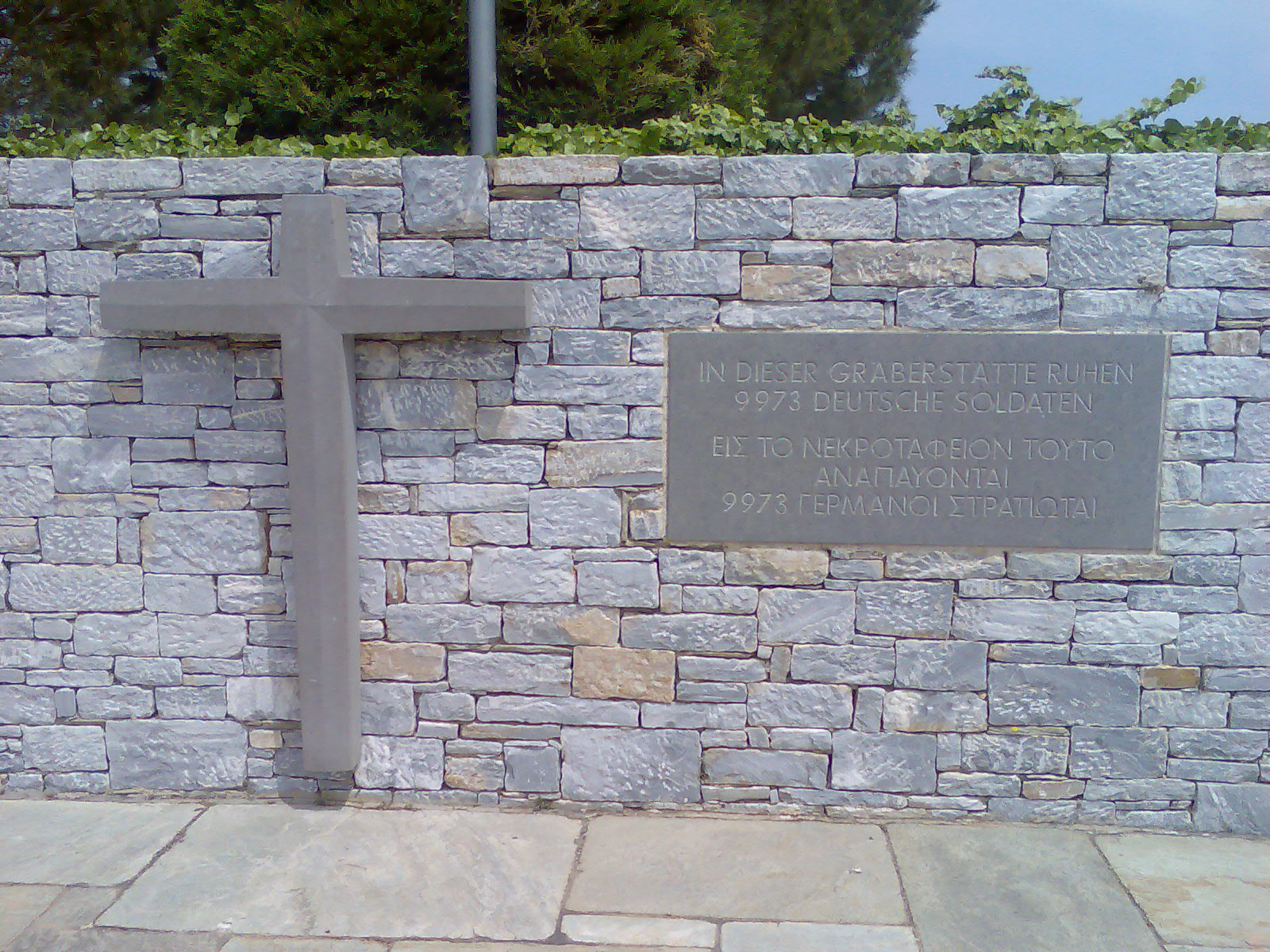
Tafel am Eingang des Deutschen Soldatenfriedhofs Dionyssos-Rapendoza, Griechenland
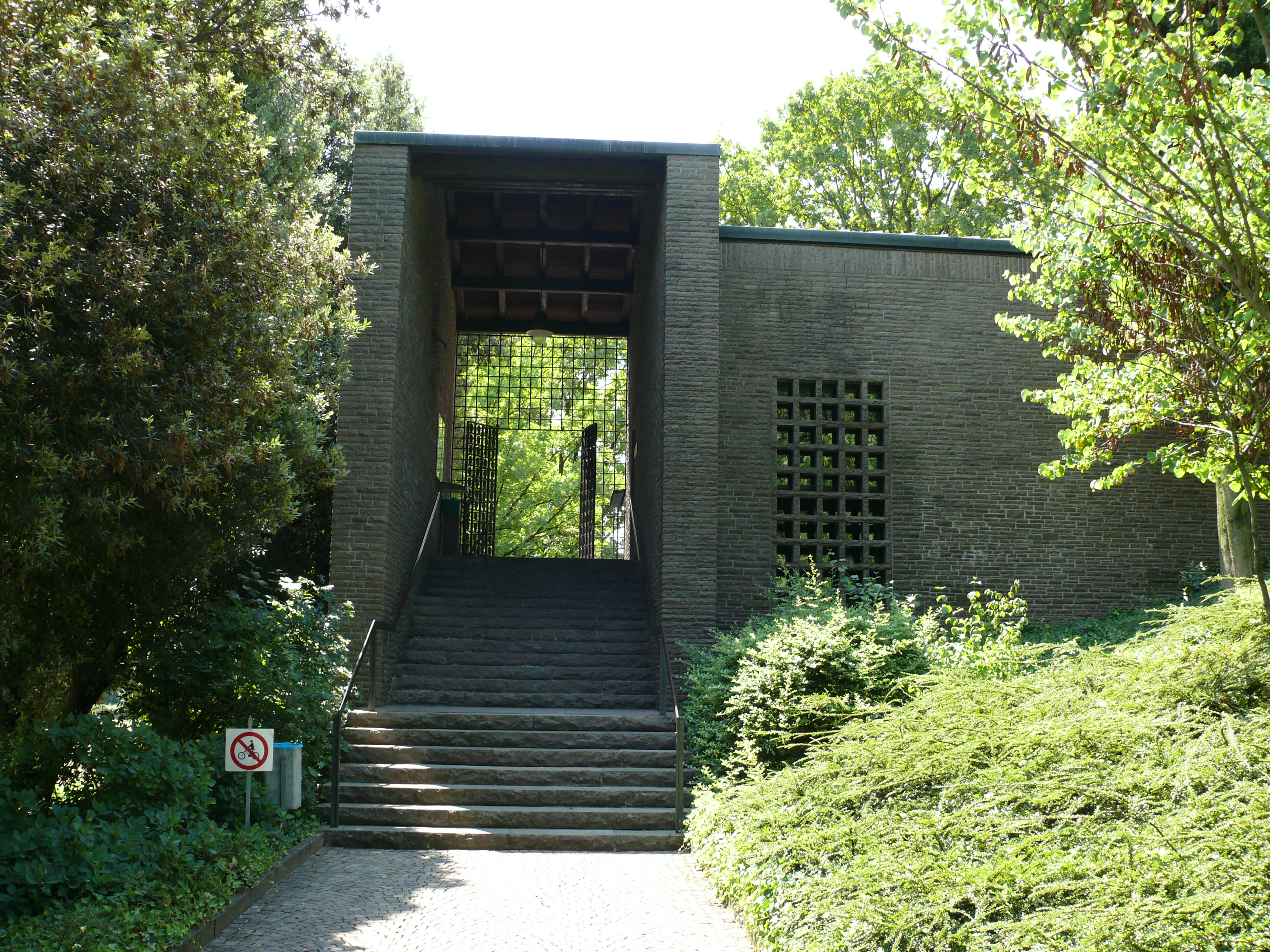
Eingang des deutschen Soldatenfriedhofs in Costermano, Italien
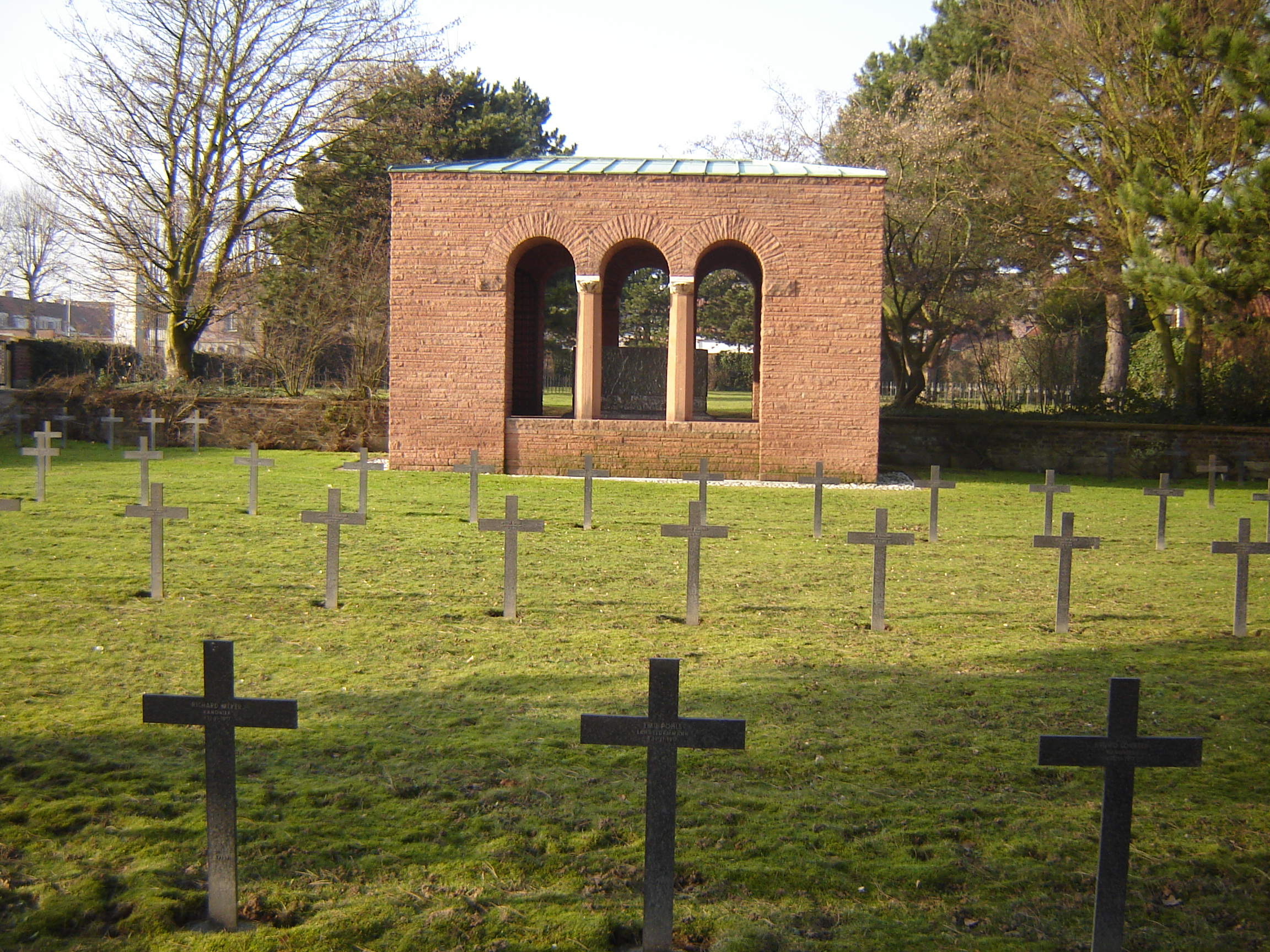
Deutscher Soldatenfriedhof Halluin, Frankreich
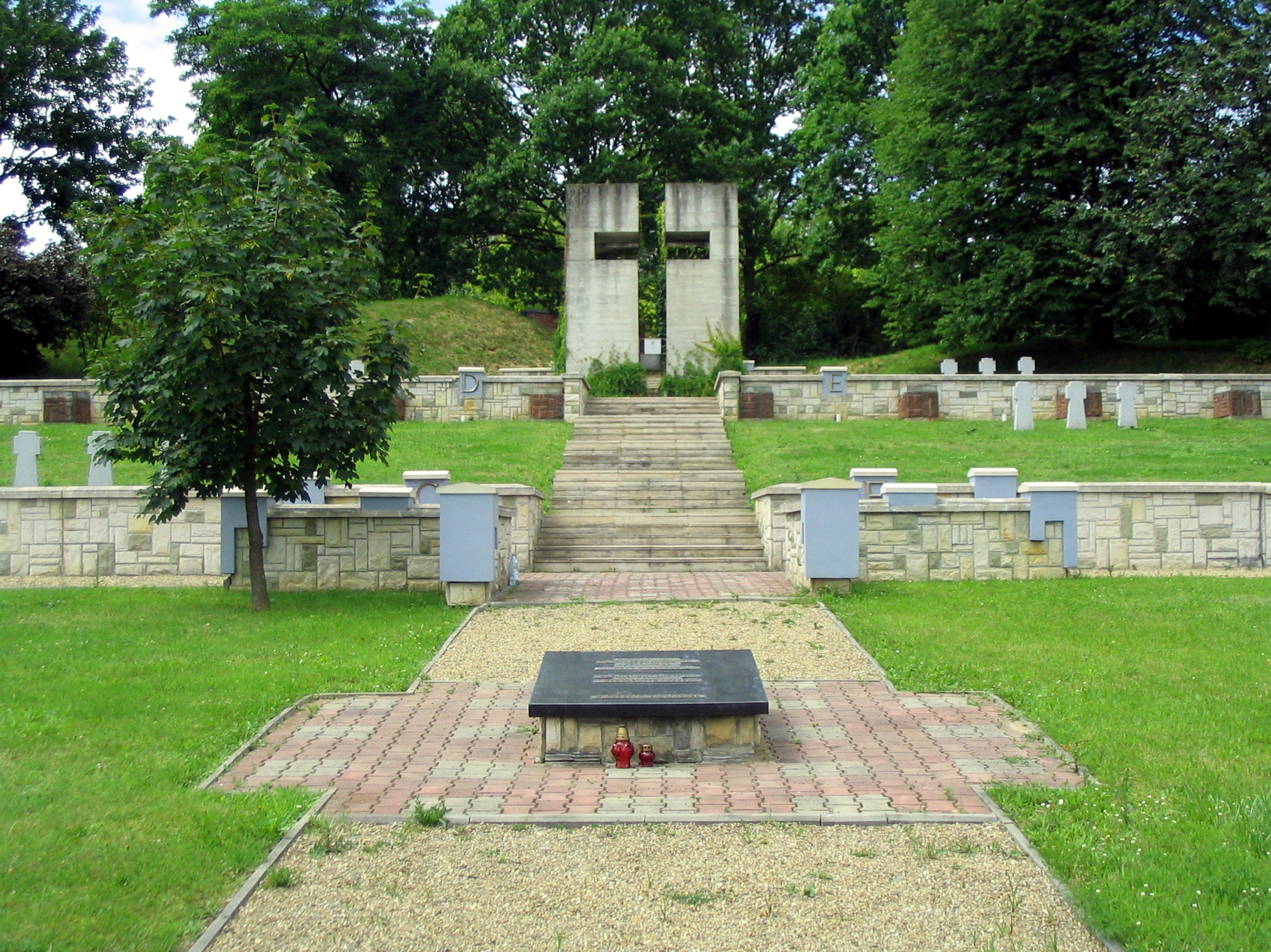
Deutscher Soldatenfriedhof Przemyśl, Polen
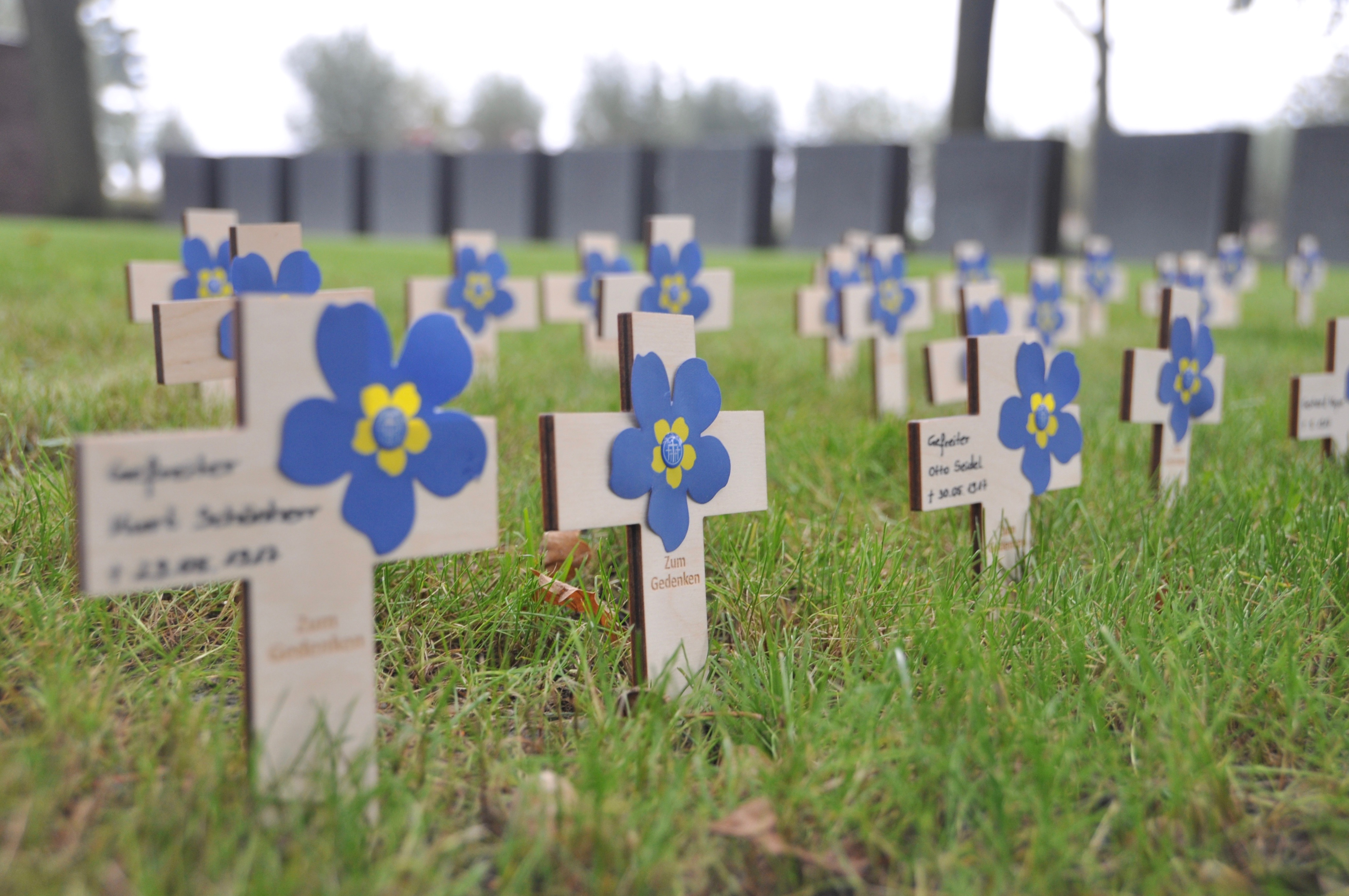
Anlässlich der Wiedereinweihung der deutschen Kriegsgräberstätte im belgischen Langemark erinnerte der Volksbund im Frühjahr 2016 mit kleinen Holzkreuzen sowie dem Vergissmeinnicht an alle Opfer von Krieg und Gewaltherrschaft.
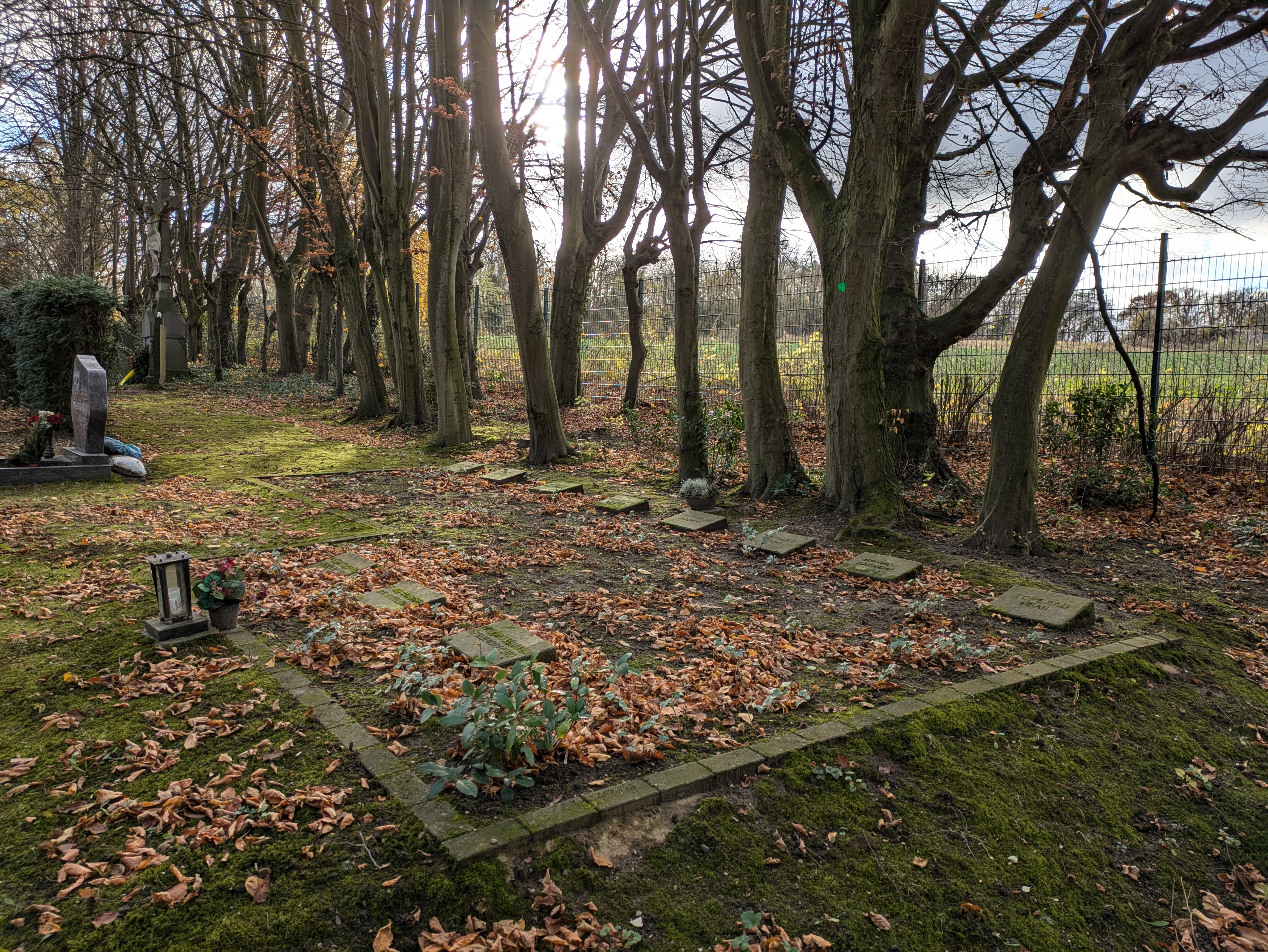
Gräberfeld sowjetischer Kriegsgefangene und Zwangsarbeiter auf dem Friedhof Königsdorf Süd

### Beratung inländischer Stellen
Gräber aus Krieg und Gewaltherrschaft auf Gemeindefriedhöfen im Inland werden laut Gräbergesetz ausschließlich aus öffentlichen Mitteln unterhalten. Die Toten haben dauerndes Ruherecht. Die von Angehörigen privat gepflegten Gräber gehören nicht dazu.
Der Volksbund berät inländische Stellen bei der Aus- und Umgestaltung von inländischen Kriegsgräberstätten mit 1,8 Millionen deutschen und ausländischen Kriegstoten des Ersten und Zweiten Weltkriegs sowie bei rechtlichen Fragen zum Gräbergesetz. Die Beratungshilfe wird vorwiegend von ostdeutschen Bundesländern angenommen. Vom Volksbund werden in der Bundesrepublik Deutschland selber nur die Kriegsgräberstätte in Golm (Usedom)/Kamminke in Mecklenburg-Vorpommern, der Waldfriedhof Halbe in Brandenburg und die Deutsche Kriegsgräberstätte Meersburg-Lerchenberg für 69 hierher aus der Schweiz überführte tote Soldaten des Ersten Weltkrieges und als Gedenkstätte für die Vermissten beider Weltkriege betreut.

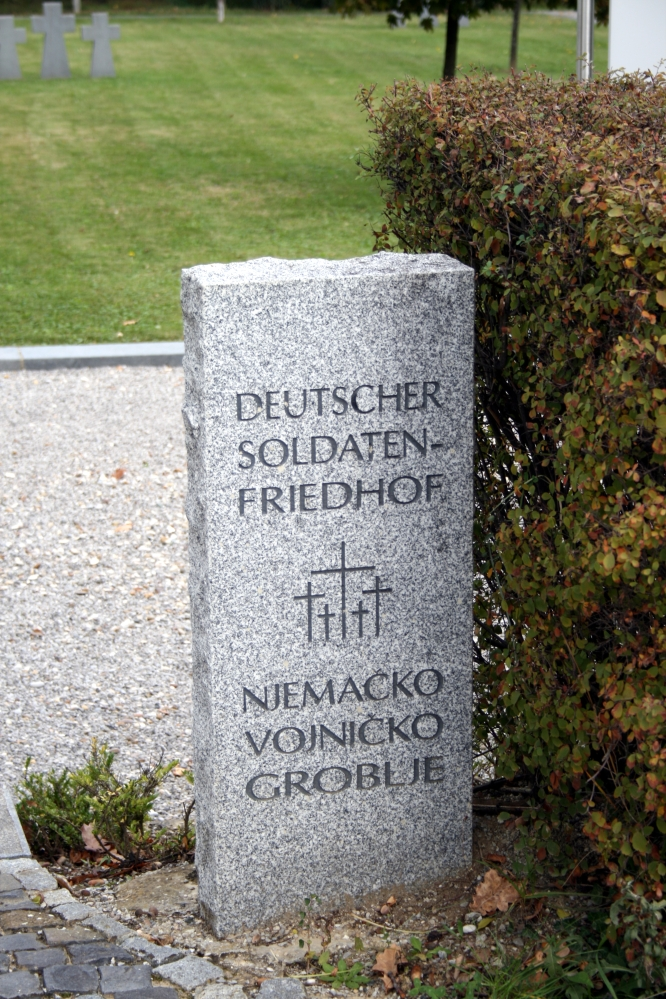
Deutsche Kriegsgräberstätte in Zagreb, Kroatien

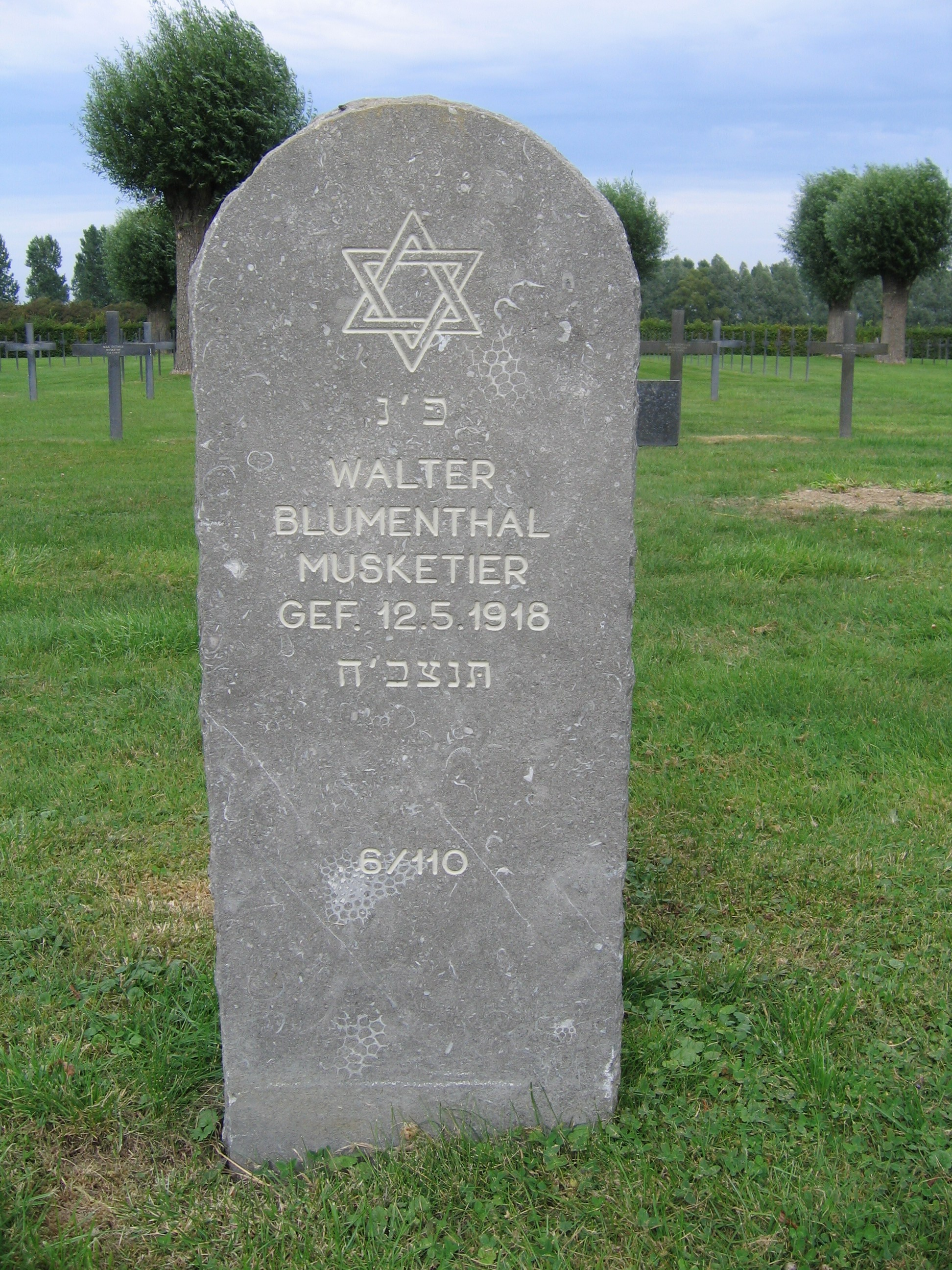
Deutsche Kriegsgräberstätte des Ersten Weltkriegs in Laventie, Frankreich

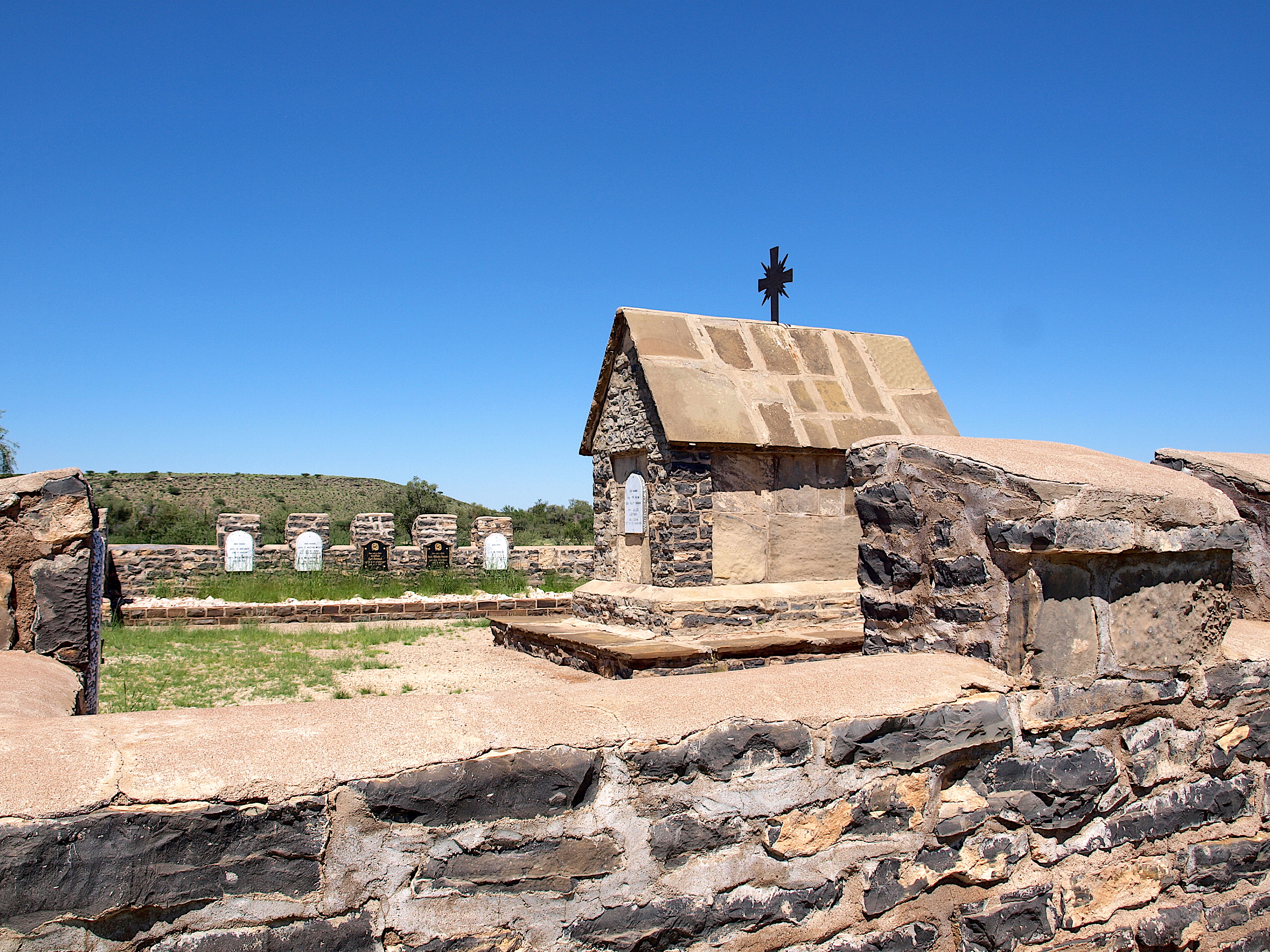
Kriegsgräberstätte aus der Zeit Deutsch-Südwestafrikas

### Betreuung der Angehörigen, Mitglieder und Stifter
- Das Referat Angehörigenbetreuung hilft bei der Suche nach den Kriegsgräbern, bei der Klärung von Kriegsschicksalen und informiert die Angehörigen.
- Das Sachgebiet Gräbernachweis erfasst deutsche Kriegstote beider Weltkriege und ihre Gräber, bereitet Umbettungen vor und erstellt Grabkennzeichnungen, Gedenktafeln und Namenbücher der Gefallenen und Vermissten für die Gedenkräume der Kriegsgräberstätten in West- und Osteuropa.[4]
- Zu den Gräbern werden Kriegsgräberreisen mit Gedenk- und Einweihungsveranstaltungen für die Angehörigen unternommen. Grabschmuck und Fotos der Gräber können beim Volksbund in Auftrag gegeben und Auszüge aus den Namenbüchern der Friedhöfe bestellt werden. 1999 besuchten etwa 800.000 Personen deutsche Kriegsgräberstätten.
- Die Mitgliederzeitschrift frieden (Titel bis 2012: Stimme & Weg – Arbeit für den Frieden) hat eine Auflage von 125.000 Exemplaren (Stand 2020) und berichtet halbjährlich über Gedenkveranstaltungen, Völkerverständigung, Grabpflege, Kriegsgräberstätten, Reisen zu den Kriegsgräberstätten, Hilfe durch Bundeswehr und Reservisten, Veröffentlichung von Zeitzeugenberichten.[39]
- Der Volksbund, Landesverband Berlin, betreut auf dem Waldfriedhof Heerstraße in Berlin in der Nähe des Olympiastadions eine Gemeinschaftsgrabstätte für Stifter des Volksbundes und ihre Angehörigen.[40] Die Gemeinschaftsgrabstätte befindet sich im Südosten des Friedhofs und ist über die Nebeneingänge Olympiastraße sowie Insterburgalleee zugänglich. Durch eine Zustiftung an die Stiftung Gedenken und Frieden im Volksbund Deutsche Kriegsgräberfürsorge wird das Recht für die Beisetzung und die 20-jährige Grabpflege erworben. Die jährlichen Erträge aus dem zugestifteten Kapital gehen zu je einem Drittel an den gemeinnützigen Zweck, zur Unterhaltung des Stiftergrabes und zur Erhaltung des Stifterkapitals. Es sind Urnen-, Baum- und Erdbestattungen für Stifter aus dem Bundesgebiet, die sich dem Volksbund verbunden fühlen, möglich. Auf Naturquadersteinen sind auf bronzenen Ginkgoblätter die Namen der Beigesetzten angebracht.[41]

### Pflege und Instandsetzung der Gräber

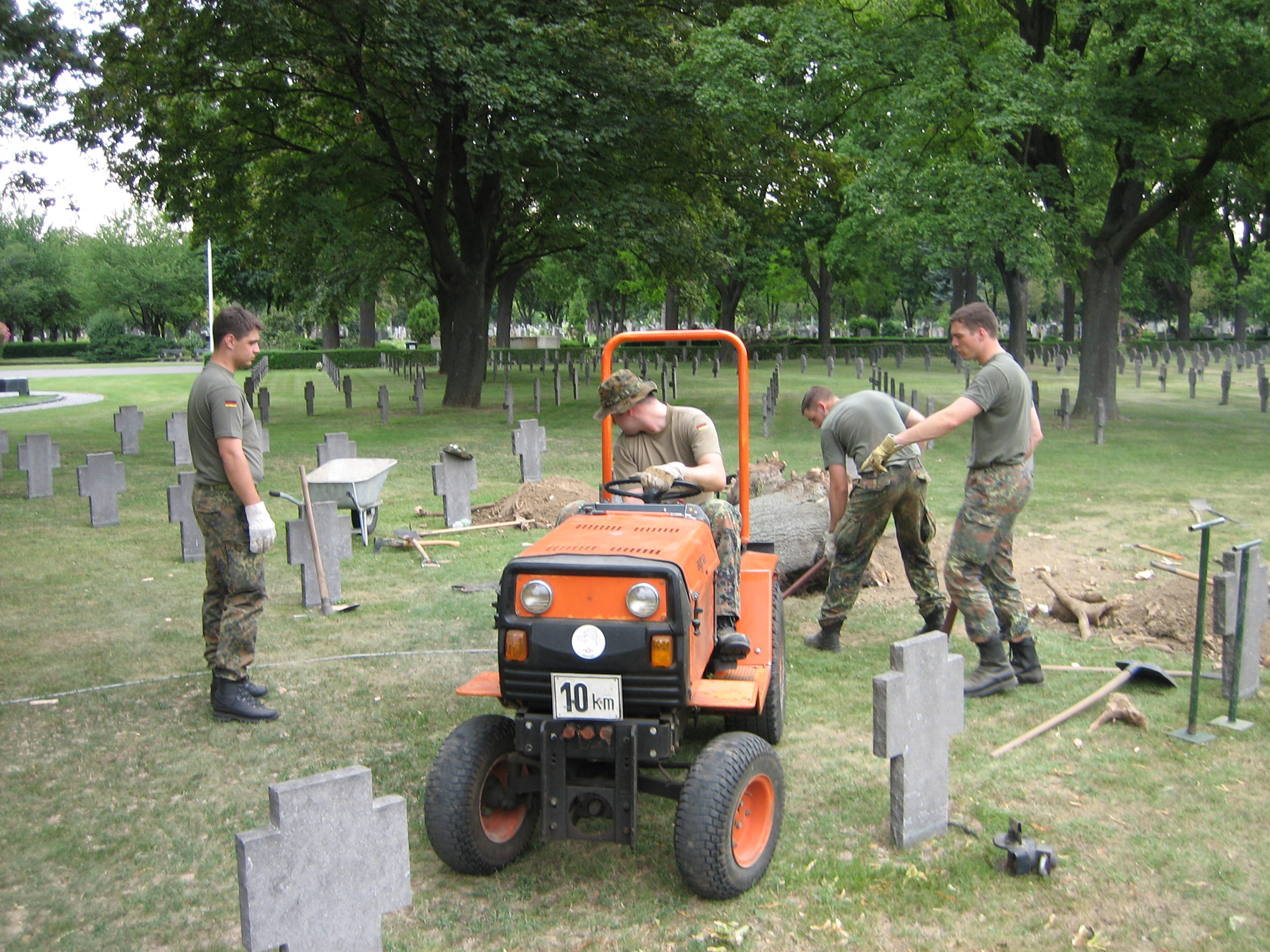
Bundeswehrsoldaten bei einem Einsatz auf dem Wiener Zentralfriedhof

Die Pflege erfolgt durch eigenes Personal, Firmen, kommunale Betriebe, Kirchengemeinden, Vereine oder Privatpersonen. Regelmäßig werden Friedhofsanlagen und Grabsteine ehrenamtlich durch Angehörige der Bundeswehr, Reservisten, Angehörige des Technischen Hilfswerks, Seniorenkreise sowie durch internationale Teilnehmer an Jugend-Workcamps in Stand gesetzt. Zur Pflege gehört auch die Grabzeichenbeschriftung. Die Fürsorge für die Ruhestätten kostet jährlich 24,428 Millionen EUR (Stand 2019). Wegen der begrenzten Mittel werden die Friedhöfe in fünf Pflegekategorien eingeteilt. Friedhöfe in der Nähe von Hauptstädten, die als Protokollfriedhöfe auch von offiziellen Vertretern besucht werden, sind in der Pflegekategorie 1 eingestuft. Kriegsgräberstätten des Ersten Weltkriegs werden der Kategorie 3 zugeordnet und weniger intensiv gepflegt.

### Gräbersuche online
Der Volksbund hat eine frei zugängliche Onlinedatenbank mit Datensätzen (Stand 2019: über 4,8 Millionen) von gefallenen oder vermissten deutschen Soldaten des Ersten und Zweiten Weltkrieges angelegt, die unter „Volksbund Gräbersuche online“ abgerufen werden können. Es handelt sich vorwiegend um deutsche Militärangehörige, die im Ersten und Zweiten Weltkrieg ums Leben gekommen sind und für die eine Grablage auf einer deutschen Kriegsgräberstätte bekannt ist. Davon betreffen etwa eine Million Datensätze die Zeit des Ersten Weltkrieges.
Die Datei wurde seit ihrer Erstveröffentlichung bedeutend erweitert. In den letzten Jahren kam eine große Anzahl weiterer in den Jahren des Zweiten Weltkrieges gestorbener Militärangehöriger ohne bekannte Grablage sowie Vermisster hinzu. Bei der Ergänzung der Datensätze half die Deutsche Dienststelle Berlin.
Auch Kriegsgräberstätten und Kriegstote des Ersten und Zweiten Weltkriegs im Inland werden in der Datenbank dokumentiert. Es sind 897.953 namentlich bekannte Kriegstote auf 13.080 Friedhöfen und Gräberfeldern, Stand 2011. Darunter sind nach Deutschland überführte Kriegstote oder in der Heimat Verstorbene. Im Allgemeinen werden allerdings nur jene genannt, die in separaten Ehrenfriedhöfen innerhalb ziviler Friedhöfe und nicht in zivilen Einzel- bzw. Familiengräbern bestattet sind.
Des Weiteren sind im Datenbestand Opfer des Bombenkriegs, Kriegs- und Zivilgefangene, teilweise auch ausländische Angehörige deutscher Hilfstruppen des Zweiten Weltkrieges und sogar einige vor dem Zweiten Weltkrieg gestorbene Wehrmachtsangehörige zu finden.
Für die noch ungeklärten Schicksale deutscher Soldaten kann ein Grabnachforschungsantrag in Papierform oder online beim Volksbund gestellt werden. Wegen der Häufigkeit mancher Nachnamen ist es wichtig, dass möglichst alle Vornamen und das Geburtsdatum des Vermissten angegeben werden. Weiterhin benötigt werden nach Möglichkeit das Todesdatum, der letzte Truppenteil und die letzte eingegangene Nachricht. Bei Rückzugsgefechten konnten die Toten oft nicht mehr bestattet werden. Detaillierte Unterlagen zu den Kriegstoten des Ersten Weltkrieges wurden ehrenamtlich digital erfasst.

### Totengedenken
Das folgende Totengedenken wird alljährlich während der offiziellen Feierstunden zum Volkstrauertag verlesen, und zwar sowohl bei der zentralen Veranstaltung im Bundestag (hier vom Schirmherrn, dem Bundespräsidenten) als auch bei den zahlreichen lokalen Gedenkfeiern, die der Volksbund durchführt. Das Sprechen des Totengedenkens wurde von Bundespräsident Theodor Heuss 1952 eingeführt. Ein Totengedenken in fester Form ist erstmals für 1957 nachweisbar. Bis 1973 wurde der Text in der Regel vom Bundeskanzler oder seinem Vertreter gesprochen, seit 1974 übernimmt diese Aufgabe der Bundespräsident. Seitdem wurde der Text mehrfach vom jeweiligen Amtsinhaber verändert und ergänzt.

„Wir denken heute an die Opfer von Gewalt und Krieg, an Kinder, Frauen und Männer aller Völker.
Wir gedenken der Soldaten, die in den Weltkriegen starben, der Menschen, die durch Kriegshandlungen oder danach in Gefangenschaft, als Vertriebene und Flüchtlinge ihr Leben verloren.
Wir gedenken derer, die verfolgt und getötet wurden, weil sie einem anderen Volk angehörten, einer anderen Rasse zugerechnet wurden, Teil einer Minderheit waren oder deren Leben wegen einer Krankheit oder Behinderung als lebensunwert bezeichnet wurde.
Wir gedenken derer, die ums Leben kamen, weil sie Widerstand gegen Gewaltherrschaft geleistet haben, und derer, die den Tod fanden, weil sie an ihrer Überzeugung oder an ihrem Glauben festhielten.
Wir trauern um die Opfer der Kriege und Bürgerkriege unserer Tage, um die Opfer von Terrorismus und politischer Verfolgung, um die Bundeswehrsoldaten und anderen Einsatzkräfte, die im Auslandseinsatz ihr Leben verloren.
Wir gedenken heute auch derer, die bei uns durch Hass und Gewalt Opfer geworden sind.
Wir gedenken der Opfer von Terrorismus und Extremismus, Antisemitismus und Rassismus in unserem Land.
Wir trauern mit allen, die Leid tragen um die Toten und teilen ihren Schmerz.
Aber unser Leben steht im Zeichen der Hoffnung auf Versöhnung unter den Menschen und Völkern, und unsere Verantwortung gilt dem Frieden unter den Menschen zu Hause und in der ganzen Welt.“

### Gedenkblume Vergissmeinnicht
Anlässlich der Erinnerung an den Ersten Weltkrieg nutzt der Volksbund das Vergissmeinnicht als Symbol-Blume, ähnlich dem britischen Remembrance Poppy oder dem französischen Bleuet de France, wo Klatschmohn und Kornblume als Symbole des Gedenkens an Kriegstote genutzt werden.
Das Vergissmeinnicht ist aufgrund seines Namens ein internationales Symbol für Erinnerung sowie für liebevollen Abschied, verbunden mit dem Wunsch, nicht aus dem Gedächtnis eines geliebten Menschen verdrängt zu werden. Es trägt in vielen Sprachen einen Namen mit der gleichen Bedeutung. Über diese Blume existieren zahlreiche Gedichte und Lieder. Das Vergissmeinnicht ist traditionell die kanadische Gedenkblume und wird auch zum Gedenken an den Völkermord an den Armeniern eingesetzt.

### Jugendarbeit
Jugendliche aus verschiedenen Ländern engagieren sich in der Jugendarbeit des Volksbundes, d. h. bei der Friedensarbeit, der Gräberpflege, beim Erforschen der geschichtlichen Zusammenhänge und beim Erkennen der europäischen Integration.
- Fachbereich Jugend, Fachkräfte- und Erwachsenenbildung (JFEB): Schulung von Fachkräften und Multiplikatoren für die außerschulische Bildung.
- Fachbereich Jugendbegegnungs- und Bildungsstätten (JBS): In Lommel in Belgien, Niederbronn-Les-Bains in Frankreich, Ysselsteyn in den Niederlanden, auf dem Golm (Kamminke, Insel Usedom) sowie in Halbe/Brandenburg in Deutschland wird das Zusammentreffen von Jugendlichen zum Thema Frieden, demokratische Erinnerungskultur, Kriegsgräber- und Gedenkstätten möglich gemacht.
- Fachbereich Friedenspädagogisches Arbeiten: Schulen und Hochschulen: Projekttage und pädagogische Module zu Kriegsgräberstätten unterstützen das Thema Frieden.
- Fachbereich Internationale Jugendbegegnungen: In Deutschland, West- und Osteuropa engagieren sich Jugendliche zwischen 12 und 26 Jahren aus 32 Ländern (Stand 2015) durch Workcamps bei der Pflege und Instandsetzung von Kriegsgräber- und Gedenkstätten. Durch die Begegnung untereinander und mit der Bevölkerung des Gastlandes werden Vorurteile abgebaut.

### Erinnerungskultur
Verschiedene Projekte und Maßnahmen können und sollen die Erinnerung an Kriege wachhalten. Dazu gehören zunächst die internationale Zusammenarbeit in allen Angelegenheiten der Kriegsgräberfürsorge sowie eine europäisch orientierte gegenwartsbezogene Erinnerungskultur. Konkrete Projekte sind etwa das Projekt Kriegsbiographien ehemaliger Kriegsteilnehmer und anderer Zeitzeugen, verschiedene Wanderausstellungen im Inland sowie Reisen zu Kriegsgräberstätten. Die Gestaltung des Volkstrauertages oder Mitwirkung daran ist ebenfalls ein wichtiger Baustein der Erinnerungskultur.

## Die Helfer

### Berichterstattung in der Presse
In Presse, Internet und Ausstellungen wird über den Volksbund, die Workcamps, die Friedhöfe, Klärung von Vermisstenschicksalen und die Friedensarbeit berichtet. Der Volksbund unterstützt die Berichterstattung durch Presseinformationen, Zusammenarbeit mit Redaktionen und Journalistenreisen.

### Finanzierung
Die rund 52 Millionen Euro Ausgaben des Volksbundes (Stand 2019) wurden verwendet zur Hälfte für die Fürsorge für die Ruhestätten, zu gut einem Viertel für die Pflege des Gedenkens und der Rest für Verbandsausgaben. Sie wurden zu knapp zwei Drittel durch Sammlungen, Nachlässe, Spender, Mitglieder, Gemeinden/Kirchen/Schulen, Geldauflagen/Bußgelder und finanziert und zu einem guten Drittel durch die Erstattung seitens der Bundesregierung (Kriegsgräber), der Bundesländer (Gräberpflege Inland) und für Workcamps. 2001 wurde die Stiftung Gedenken und Frieden gegründet. Ihre Erträge werden zur Kapitalerhaltung und als Ausschüttung für Projekte verwendet.

### Hilfe durch Bundeswehr und Reservisten
Angehörige der Bundeswehr und Reservisten helfen freiwillig bei Straßensammlungen, Arbeiten an den Kriegsgräberstätten und bei dem Transport der Workcampteilnehmer. Die Kriegsgräberpflege im Ausland mit der Arbeit für den Frieden wird oftmals zusammen mit den dortigen Streitkräften durchgeführt.

### Workcamps
In Workcamps (Jugendlagern) in Deutschland sowie in Workcamps in West- und Osteuropa mit Teilnehmern aus vielen Ländern werden deutsche Kriegsgräberstätten, Kriegsgräberstätten anderer Nationen und KZ-Gedenkstätten im Sinne der internationalen Jugendbegegnung instand gesetzt. Ferner werden Seminare zur historisch-politischen Bildung gehalten und Jugendgruppenleiter ausgebildet.

## Selbstbild und Außenwirkung
Während der Volksbund selbst unter dem Nachkriegsmotto der 1950er Jahre „Versöhnung über den Gräbern – Arbeit für den Frieden“ arbeitet, wurde er von Teilen der Bevölkerung in Deutschland keineswegs immer als Bestandteil der „Friedensbewegung“ wahrgenommen. Als solcher hat sich der Volksbund selbst auch nie dargestellt. Die Gründergeneration des Volksbundes bestand größtenteils aus Soldaten des Ersten Weltkriegs. Nach dem Zweiten Weltkrieg blieb eine kritische Auseinandersetzung mit der eigenen Vergangenheit als Teil der kriegsvorbereitenden Propaganda des Nationalsozialismus in der Aufbaugeneration, zumeist auch Kriegsteilnehmer oder Gräberoffiziere, weitgehend aus. Zudem blieb es im Programm des Volksbundes bei einer vagen „Mahnung zum Frieden“, ohne hieraus konkrete politische Forderungen abzuleiten. Der Volksbund verstand sich nach der Neugründung 1947 immer als parteipolitisch neutral. Heute pflegt der Verband bewusst enge Kontakte nicht nur zur Bundeswehr, sondern auch zu den Streitkräften zahlreicher Nationen und wirkt dem eigenen Anspruch nach durch internationale Zusammenarbeit bei der Pflege von Gedenkstätten insbesondere für die Völkerverständigung in der jungen Generation. Die Mitgliederschaft weist allerdings einen relativ hohen Altersdurchschnitt auf, viele gehören noch der sogenannten „Kriegsgeneration“ des Zweiten Weltkrieges an. Kritiker führen an, dass in der Vergangenheit in einigen Fällen Alt- oder Neonazis Mitglied oder sogar Mitarbeiter beim Volksbund waren. Der Volksbund selbst distanziert sich jedoch von rechtsradikalen Bestrebungen. So wurden beispielsweise Ende 2007 mehrere Landtagsabgeordnete der NPD aus dem Volksbund ausgeschlossen, die im Laufe des Jahres Mitglied geworden waren. Zur Begründung hieß es, die Mitgliedschaft in der NPD sei „mit den Zielen des Volksbundes unvereinbar“.
Würdigung durch die deutschen Staatspitzen zum 100-jährigen Bestehen
In einer Anzeige in überregionalen Zeitungen am 22. Juni 2019 würdigen Bundespräsident Frank-Walter Steinmeier, Bundestagspräsident Wolfgang Schäuble, Bundeskanzlerin Angela Merkel, Bundesratspräsident Daniel Günther und der Präsident des Bundesverfassungsgerichts Andreas Voßkuhle den Volksbund Deutscher Kriegsgräberfürsorge unter der Überschrift „Gemeinsam für den Frieden in Europa“ im hundertsten Jahr seines Bestehens. Heute sei der Volksbund eine „Bürgerinitiative für den Frieden“, er habe viele Partner im In- und Ausland und fördere seit dem Fall des Eisernen Vorhangs besonders den Dialog mit Mittel- und Osteuropa. In dem Text heißt es u. a.:

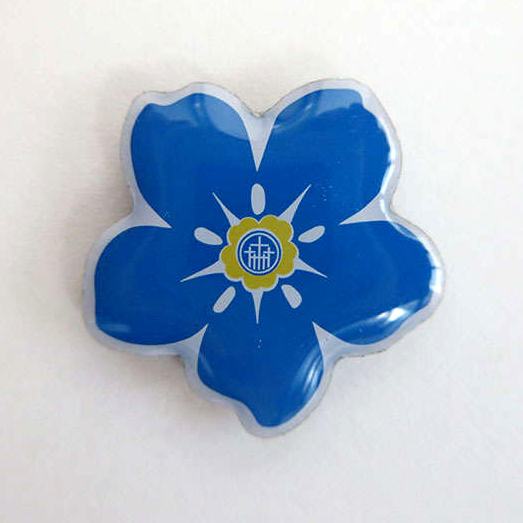
Vergissmeinnicht – die Symbol-Blume für das Gedenken an Kriegstote

Frieden in Europa ist nicht selbstverständlich. Die Überwindung von Nationalismus und Rassismus, von Hass und Intoleranz, von Unterdrückung und Verfolgung braucht Mut und Ausdauer. Heute wächst der Nationalismus erneut. Gerade deshalb ist es wichtig, dass wir gemeinsam der Opfer der Kriege gedenken und uns über Grenzen hinweg über vergangenes Leid, dessen Ursachen und die Voraussetzungen für ein friedliches Miteinander austauschen. Der Volksbund bringt junge Menschen aus ganz Europa zusammen. Der Austausch trägt dazu bei, die Perspektive der anderen besser zu verstehen, er stiftet Freundschaften und schärft das Bewusstsein dafür, dass Frieden ein Gut ist, das es gemeinsam zu bewahren gilt.
Der Text von fünf Unterzeichnenden endet:
Kriegsgräberfürsorge ist Arbeit für den Frieden in Europa. Seit 100 Jahren lebt der Volksbund von der Unterstützung der Bevölkerung. Auch wir unterstützen ihn.

### Kritik am Volksbund
In den 100 Jahren seiner Existenz hat der Volksbund sein Verhältnis zu Opfern von Krieg und Gewaltherrschaft mehrfach verändert. Eine vom Verein selbst in Auftrag gegebene und von Bernd Ulrich erarbeitete Studie, die diese Entwicklung nachzeichnet, erschien 2019. Sie wies auf Mängel in der Gedenk- und Erinnerungskultur hin, die sich nicht nur im Zeitraum vor 1945 zeigten. So habe der Verein noch bis in die 1960er Jahre Soldaten heroisiert, den Zweiten Weltkrieg als Verteidigungskrieg dargestellt und anderen Opfergruppen noch lange die gleiche Anerkennung wie Soldaten verweigert. Der Volksbund tue sich teilweise bis heute schwer damit, Täter und Opfer zu differenzieren und klar zu benennen. Vieles habe sich jedoch in den letzten Jahren verbessert, da der Anteil direkter Verwandter, die das Andenken an ihre Angehörigen verunglimpft sehen könnten, an der Mitgliederzahl zurückgegangen sei. Allerdings habe der Verein weiterhin ein Abgrenzungsproblem gegenüber Personen, die an der Konzeption eines „Heldengedenkens“ festhielten.

## Auszeichnungen
- Für seine internationale Jugendarbeit erhielt der Volksbund 2008 die Goldmedaille der luxemburgischen Fondation du Mérite Européen.[54]
- Die Jugendarbeit des Volksbundes wurde 2014 mit dem Jugendpreis des Internationalen Preises des Westfälischen Friedens ausgezeichnet.[55]
- Insbesondere für seinen Beitrag zur deutsch-französischen Verständigung und für seine Jugendarbeit wurde dem Volksbund der Deutsche Nationalpreis 2016 verliehen.[56]

## Partnerorganisationen im Ausland
Daten über die Kriegsopfer und Kriegsopferorganisationen anderer Länder der beiden Weltkriege sind im Internet zugänglich:
- Großbritannien:  Commonwealth War Graves Commission.

- USA:  American Battle Monuments Commission.

- Frankreich: 
  - Ministère de la Défense (Verteidigungsministerium) mit Gräberdatei.[57]
  - Office national des anciens combattants et victimes de guerre
  - Le Souvenir Français.

- Russland:  Verband der Soldatengedenkstätten Assoziation Wojennyje memorialy (Военные мемориалы).

- Österreich:  Der österreichische Staat hat im Kriegsgräberfürsorgegesetz und im Staatsvertrag für die Pflege und Erhaltung der in Österreich befindlichen Kriegsgräber festgelegt, dass die österreichischen Kriegsgräberstätten vom Österreichischen Schwarzen Kreuz gepflegt werden. Kriegsgräber auf dem Wiener Zentralfriedhof werden weiterhin vom Volksbund gepflegt.[58]

- Niederlande:  Niederländische Kriegsgräber in aller Welt werden durch die Oorlogsgravenstichting gesucht und gepflegt.[59]

- Belgien:  Institut des Vétérans – Institut National des Invalides de Guerre, Anciens Combattans et Victimes de Guerre (IV-INIG) mit Gräber-Datenbank.[60][61]